# 冬季战争
冬季戰爭（芬蘭語：Talvisota）是蘇聯與芬蘭於第二次世界大戰初期爆發的戰爭，自1939年11月30日由蘇聯入侵芬蘭而展開，蘇聯最終慘勝芬蘭，終戰和談中芬蘭割讓與租借部份領土予蘇聯，而後1940年3月13日雙方簽訂《莫斯科和平協定》，戰爭結束。
蘇聯成立以來，一直對與芬蘭相接的國境存有異議，認為威脅到距边境仅32公里之遥的苏联第二大城列寧格勒的安危，且芬蘭在獨立過程中與德國關係密切，蘇聯視其將可能成為德國入侵本國的幫凶，於是持續以談判、威脅或嘗試顛覆芬蘭政府的方式來解決其邊界問題，必要時直接透過軍事行動併吞芬蘭，使其重回以往俄国附属国的地位。芬蘭方面則力保獨立之成果，視蘇聯為唯一的假想敵，持續以外交手段來避免戰爭。1930年代蘇芬之間的幾次談判皆無結果，蘇聯決心武裝入侵芬蘭。1939年11月26日蘇聯製造了「迈尼拉炮击事件」，以此為藉口對芬蘭宣戰，在兩國邊境發動全線進攻。國際聯盟將蘇聯的行動視為非法攻擊，於12月14日將該國除名。
蘇聯投入大規模的軍隊進攻芬蘭，並在兵力、飛機、戰車上佔有壓倒性優勢，然而戰前多名軍事領導人因史達林於1937年開始的一連串政治整肅而被處死或關押，以致冬季戰爭爆發時，蘇軍內部充斥不適任的高級將領和中級軍官。由於上述因素，加上芬軍倚靠氣候與地形奮戰，導致戰技拙劣的蘇軍在冬季戰爭初期損失慘重，芬蘭則展現了遠超過蘇聯預計的抵抗能力。然而蘇聯於後期撤換指揮成員、改善作戰方式以及結合強大的物資優勢，終於突破了芬軍主防線，芬蘭因而求和。1940年3月雙方簽訂《莫斯科和平協定》，芬蘭割讓出其11％的領土和30％資產予蘇聯，結束了戰爭。
冬季戰爭中，芬蘭虽然损失了部分国土，但保有了主權，還贏得了國際聲望。反观蘇聯投入巨大兵力卻損失慘重，國家聲譽也受到很大的傷害，但只获得了很小面积的领土，完全未達到原先征服芬蘭全境的目標。冬季戰爭也影響了二戰的進程，在蘇芬交戰期間，英法曾想以援芬藉口派兵登陸斯堪地那維亞來切斷供應納粹德國戰爭機器的瑞典鐵礦石生產地，但未能成行。蘇聯此戰中的表現也令德國元首阿道夫·希特勒對發動侵略蘇聯的企圖更具信心，並開始著手聯絡芬蘭加入其計畫。最終在1941年6月底爆发了「繼續戰爭」，芬蘭同德國协同出兵企图奪回冬季戰爭中失去的土地。

## 背景

### 芬蘭的獨立及與蘇維埃俄國之關係（1917年至1920年代）

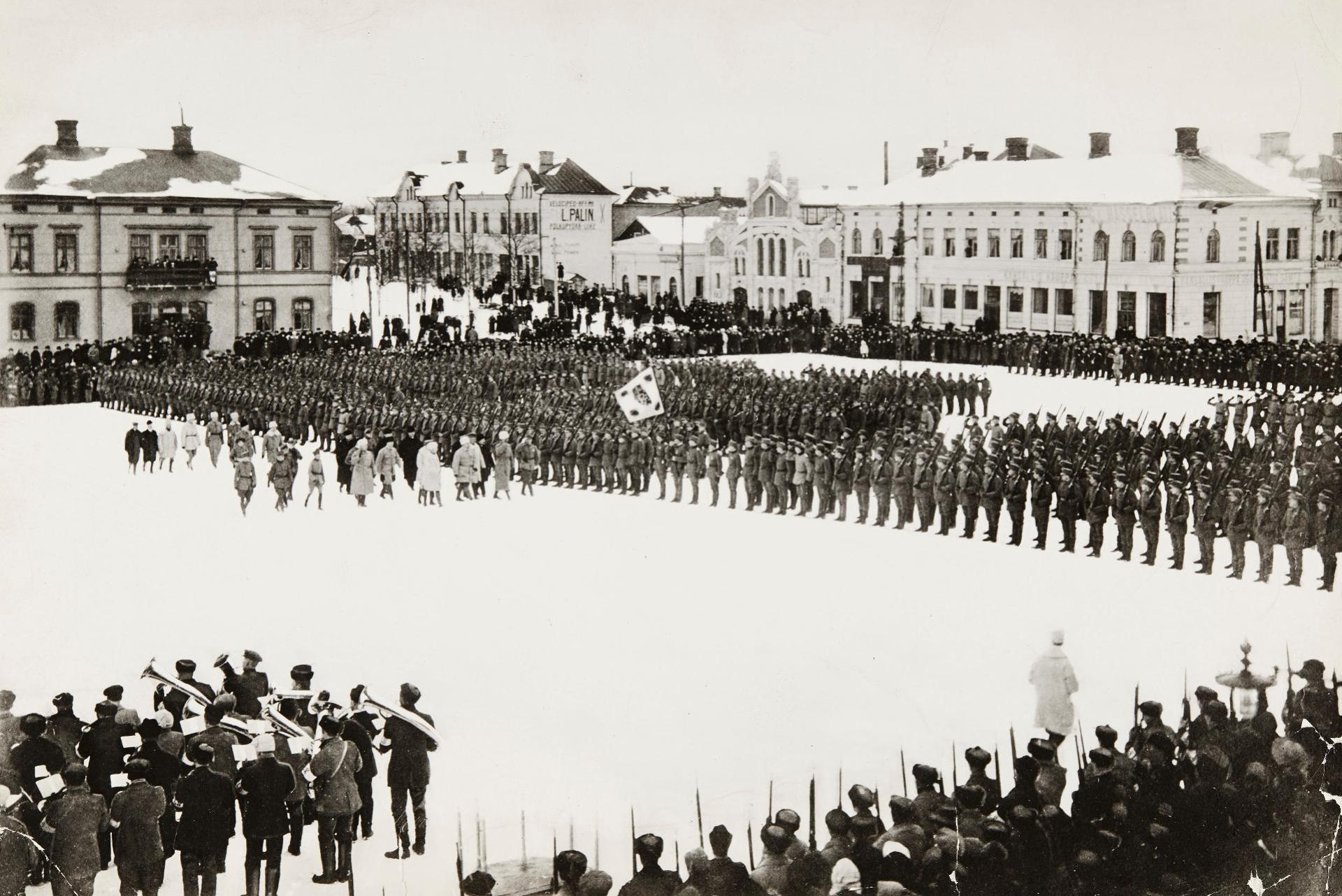
1918年2月，正進行閱兵的芬蘭獵兵部隊。在德國秘密招募與訓練下，芬蘭人組成了一支戰力頗強的獵兵隊（相當於輕型步兵），在內戰中擔任白軍的主力，其中以第27獵兵營最為有名，冬季戰爭的芬軍將領多出身於此。

數世紀以來，芬蘭一直是瑞典王國的東部領土。直到1700年爆發了大北方戰爭，瑞典被新興的俄羅斯帝國打敗，其強權地位被後者所取代。1809年，俄羅斯為保護其首都聖彼得堡的安全，對瑞典再度出兵，爆發了「芬蘭戰爭」。俄羅斯再度獲勝，取得了大片領土賠償，建立了「芬蘭大公國」，為瑞典至俄國間的緩衝國，沙皇亞歷山大一世還給予芬蘭相當高的自主權，這也是未來後者成為獨立國家之濫觴。時至19世紀末，由於民族主義興起和泛斯拉夫主義的高漲，沙皇亞歷山大三世收回了芬蘭的自主權，對芬人實施「俄羅斯化」，從語言與政治上加以同化，提昇帝國中央之實力。儘管該政策終因俄國內部的衝突而失效，但已嚴重破壞了俄芬兩方的關係，芬蘭的知識份子也深切體察到自己文化受到威脅，獨立意識大為增強。
1914年8月爆發了第一次世界大戰，俄羅斯帝國因內部革命而最終崩潰，芬蘭因而有了難得的獨立機會。1917年12月6日，就在帝國中央政府正因為「十月革命」一面混亂時，政府芬蘭參議院正式宣佈芬蘭獨立。當時新生的蘇俄布爾什維克政府正與德國商討停戰的可能性，前者領導人列寧與芬蘭代表協商，原則上同意了芬蘭獨立，但實際上計畫組織工人政府取代目前的政權，將芬蘭以加盟國的形式重新併入蘇聯，自芬蘭宣佈獨立後僅三週的時間，蘇維埃俄國就已組織了新的芬蘭政府。1918年1月27日，有著蘇俄方面支援的芬蘭紅軍（即赤衛隊）和白軍（即白衛隊）正式爆發了內戰，亡命於國外的白軍領導人古斯塔夫·曼納海姆將軍回芬蘭指揮內戰。另一方面，為孤立俄國，歐洲強權德意志帝國也在內戰激烈時強迫白軍與其接近，換取軍事上的援助。儘管曼納海姆有鑑於這將使本國受德國控制，但其他官員已自行前往談判，並擅自簽署相當不利的協定。短暫而血腥的內戰最終由白軍獲得勝利，於1918年5月控制了全國領土，殘餘的紅軍與共產黨人被監禁、殺害或逃到俄國避難。不過，此時的芬蘭已受到德國經濟與軍事上的滲透，甚至決定由德國親王腓特烈·卡爾作為芬蘭國王，但德軍最終因在西線戰事失敗，於同年11月投降，致使其在波羅的海地區的一切成果都被迫放棄，芬蘭因而脫離了德國的控制。
1920年2月2日，芬蘭與蘇維埃俄國於爱沙尼亚的塔爾圖一地簽訂《塔爾圖和約》來劃分兩國邊界，由於此時的蘇俄還正與波蘭進行戰爭，芬蘭得以獲得非常有利的結果，南部卡累利阿地峽的邊界緊鄰俄國首都聖彼得堡（後改名為「列寧格勒」）僅32公里，北部與東部邊界也一直超出了大公國時期，與北冰洋相接壤，還擁有北極圈內的不凍港——佩察莫。在整個1920年代至30年代初期的時間裡，蘇芬兩國一直處於敵對而緊張的狀態，雙方也都未簽署正式的停戰協定。蘇聯以宣傳手段稱芬蘭為「革命之敵」、「邪惡和反動的法西斯集團」，特別是仇視曼納海姆与身為芬蘭社會民主黨領導人的韦伊诺·坦纳，並懷疑其外交政策，1918年時，後者曾與德國過於親近，一年後又還開放港口給英軍攻擊俄國船隻，蘇聯政府因此認為有朝一日，芬蘭會再度聯合以德國為首的列強們入侵本國（或至少同意列強通過其領土），且現有邊界又與列寧格勒過於接近，極具威脅性。芬蘭方面，在立國初期政府多由前白軍領袖主導，經常發出仇俄宣傳、進行具有法西斯風氣的社會運動（如拉普阿運動），部份民族主義者也想取得更多的卡累利阿領土來構築其「大芬蘭」目標，多次入侵蘇俄邊界。整個1920年代至30年代初，芬蘭處於政治極為不穩的狀態，直到了1930年代後期，以出口導向為主的芬蘭經濟逐漸成長，而其國內極端主義的政治運動也才逐漸消失。
不過，儘管蘇芬兩國仍處於互不信任的狀態，雙方還是因各自的需要而在1932年簽署了《蘇芬互不侵犯協定》，有效期限自1934年起維持10年。

### 蘇聯修正邊界的嘗試（1930年代初期至1939年初）

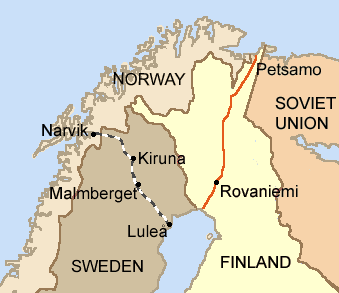
瑞典、芬蘭的礦產位置。二戰瑞典鐵礦在基律納與馬爾姆貝里耶開採鐵礦，經鐵路運至港口呂勒奧與納爾維克。圖右上顯示芬蘭極北佩琴加區的鎳礦（詳見芬蘭的鎳礦）。

蘇聯自約瑟夫·史達林掌權立即着手備戰，對芬蘭局勢極為警戒。從列寧格勒的安全而言，芬蘭距列寧格勒僅32公里，而且摩爾曼斯克鐵路沿蘇聯－芬蘭邊界而建，盟軍援助蘇聯的物資經二戰北冰洋護航艦隊護航至北冰洋不凍港摩爾曼斯克再經摩爾曼斯克鐵路運至列寧格勒，極其重要。從爭奪資源而言，芬蘭極北佩琴加區的鎳礦（詳見芬蘭的鎳礦）雖然由英國-加拿大開採但已引起納粹德國垂涎；而距芬蘭不遠的瑞典北部鐵礦（主要在基律納與馬爾姆貝里耶，詳見二戰瑞典鐵礦開採）供應了納粹德國40%的鐵礦需求。由此蘇聯認為納粹德國有足夠動機、也有能力攻佔芬蘭。
蘇聯對於芬蘭的潛在威脅在許多場合上一再被提出，1935年6月，駐赫爾辛基蘇聯大使艾力克·阿斯穆斯告知芬蘭總理托伊沃·米卡埃尔·基维迈基：「如果德國與蘇聯爆發戰爭，紅軍將會秉持「前沿防禦」的原則，於一週內佔領芬蘭。」1936年1月，蘇軍參謀總長米哈伊爾·尼古拉耶維奇·圖哈切夫斯基元帥表示芬蘭東部的機場未來將可能變成德軍在反蘇戰爭中的轟炸機前線基地。列寧格勒黨委員會第一書記安德烈·亞歷山德羅維奇·日丹諾夫也表示：「波羅的海國家和芬蘭沒有和德國處理好安全上的事務，這有損它們的中立性。」芬蘭方面，該國認為透過加入「國際聯盟」此一國際組織以及若干條約的簽訂來鞏固其獨立外，還與斯堪地納維亞國家與波羅的海國家積極進行軍事合作，特別是瑞典。另一方面，芬蘭與德國還有一些私下的友好行為，如芬蘭陸軍的最高層常與德軍將領們交往、訪德次數頗多、德國陸軍參謀長弗朗茲·哈爾德亦曾於1939年6月30日來觀看芬軍的夏季大演習，上述各事件某種程度來說也是芬蘭對於蘇聯不信任的表現之一。
隨著納粹德國日益強大與擴張，蘇聯越來越不能容忍與芬蘭現有的邊界問題。1938年4月，蘇聯大使館二等秘書鮑里斯·雷布金接觸芬蘭外交部長鲁道夫·霍尔斯蒂與其总理艾莫·卡洛·卡扬德，表示蘇聯並不信任德國，兩國遲早會爆發戰爭，他要確認芬蘭在這場戰爭會採何種立場，也直言道德軍將以芬蘭作為入侵跳板，無論是芬蘭人允許其過境或是德軍以武力強行入侵之，蘇軍都不會在國境後被動地等待，寧可主動過去「會見敵人」。芬蘭代表向雷布金保證，芬蘭將堅定地維持政治上的中立立場，也會抵抗任何武裝入侵的行動。8月18日，蘇聯再度提出草案，倘若芬蘭願意在正式的書面文件上證明將抗擊任何外來入侵勢力、允許蘇軍租借苏尔岛和4座芬蘭灣上的小島30年和接受蘇聯的軍事援助，蘇聯將保證芬蘭領土的不可侵犯性，以及一份有利於該國的經濟協定。但芬蘭政府以中間溫和派的艾莫·卡洛·卡扬德總理為首，認為這是想破壞芬蘭的國家主權之舉，與芬蘭和斯堪地那維亞國家共同遵循的中立政策有衝突，且從道義和國際法上來看都沒有理由要接受，故拒絕了蘇方的要求。當時身為國防委員會議長的曼納海姆對芬蘭領導層這種作法不表認同，他認為這些小島本身不具價值，即便失去了對國威影響也不大，為此換來與東鄰大國間的摩擦並不值得，並指出芬蘭的軍事實力並非在任何情況下都能支持國家政策。1939年3月，蘇聯再度派遣外交部長馬克西姆·馬克西莫維奇·李維諾夫同芬蘭談判，希望後者提出芬蘭灣的5座小島供蘇聯海軍作觀察哨使用，但仍遭拒絕。同年6月，史達林命令列寧格勒軍區司令——二級集團軍級指揮員基里爾·阿法納西耶維奇·梅列茨科夫，要他著手準備一個針對芬蘭人「應該會發起的軍事挑釁」之「反擊」計畫。
1939年8月，納粹德國與蘇聯簽訂了《莫洛托夫-里賓特洛甫協定》，該協定表面上是道互不侵犯條約，但實際上還暗藏一道兩國瓜分東歐、建立彼此勢力範圍的秘密協定，其中芬蘭與波羅的海國家被劃為蘇聯的勢力範圍內。1939年9月1日，德國入侵波蘭，兩天後，英法兩國對德宣戰。9月中旬，蘇軍也自東邊入侵波蘭，吞併了該國東部，與1920年波蘇戰爭前的邊界大致相同。接著蘇聯以武力威脅波羅的海國家接受在國內設置軍事基地以及駐軍的要求，愛沙尼亞、拉托維亞和立陶宛分別於9月28日、10月5日和10月11日接受其通牒。蘇聯在波羅的海國家行動的同時也進行著對芬蘭的侵略準備，9月時已制定好作戰計畫，邊境也正進行密集的動員，預計於11月開始入侵。芬蘭方面，政府仍秉持著樂觀態度，而曼納海姆對其非現實態度感到絕望，原打算辭職，但他又預測到事態發展急速惡化，故收回辭職書，展開全國動員（見下節）。10月12日起，芬蘭政府也開始進行備戰措施，從小學起，所有學校全部停課、戲院關閉、禁止提領超過2,000馬克的現金等等。

### 莫斯科談判（1939年10月5日至11月13日）
1939年10月5日，蘇聯外交部長維亞切斯拉夫·米哈伊洛維奇·莫洛托夫召喚芬蘭駐蘇聯大使阿爾諾·于爾約-科斯基寧，要求芬蘭外長埃利亚斯·埃尔科就「某些帶有政治本質的具體問題」赴莫斯科談判。由於芬蘭方面至8日還尚未答覆，蘇方進而指責其遠不及波羅的海國家來的「積極」，而埃尔科則反駁：「我不知他們如何被邀請到莫斯科，但芬蘭把這件事當作一件常事，因此透過正常程序處理。」芬蘭擔憂蘇聯會認為埃尔科此種態度代表整個政府，因此改派出由駐瑞典大使尤霍·庫斯蒂·巴錫基維率領、政經顧問約翰·尼科普和總統軍事顧問阿拉達爾·帕索寧的代表團赴約。行前，芬蘭政府指示巴錫基維必須強調芬蘭地小人少、有簽訂《塔爾圖協定》和互不侵犯條約，不會構成對蘇聯的威脅；任何領土上的讓步、在國內駐軍的要求都必須拒絕、只有在極大的壓力下才能就芬蘭灣的幾座島嶼讓步，但絕不得讓出苏尔岛，且任何讓步必須是對等的，補償也必須在外界看來是合理的，最後，禁止談論關於互助條約的相關事務。
芬蘭代表團於10月9日出發，於12日開始談判，蘇方以莫洛托夫和史達林為代表，就列寧格勒的安全和控制芬蘭灣入口之必要性，要求芬蘭方面接受下列條件：一、為使列寧格勒遠離芬軍重型火砲的射程，要求卡累利阿地峽的兩國邊境向西推延12公里，換句話說，即是割讓地峽至维普里（即現在的維堡，當時為芬蘭第二大城，也是地峽上的主要防禦工事——「曼納海姆防線」至芬蘭內地的中心根據地）以東30公里間的土地予蘇聯，這對维普里構成相當的威脅，同時也使蘇方可使用地峽的極北河川和湖泊的天然防禦線。二、租借雷巴奇半島予蘇聯，令其於西部駐紮5,000名士兵，以保護蘇聯於北極圈內唯一的不凍港——摩爾曼斯克之安全，另外還要芬蘭割讓其唯一的北極海出海口——佩察莫。三、租借漢科半島予蘇聯30年，並允許在上面建設軍事基地，如此便可與愛沙尼亞的帕爾迪斯基基地聯合起來封鎖芬蘭灣出口，保護喀琅施塔德的蘇聯海軍基地，為此蘇聯每年會付給芬蘭800萬芬蘭馬克。四、割讓苏尔岛、拉万岛、蒂泰爾島和科伊維斯托群島予蘇聯。五、拆除曼納海姆防線，理由為該防線「對兩國發展和平睦鄰關係不利」。六、簽署一項互助條約。作為交換，蘇聯將割讓兩个市镇——雷波拉與波拉耶尔维給芬蘭，兩者合計面積為5,529平方公里，為蘇聯對芬蘭要求的2,761平方公里領土大上兩倍，但兩者皆為僅有原始森林的低開發土地。
蘇聯提出的要求幾乎每一項都與巴錫基維被交待的事項相對，其條件之嚴苛遠未被芬蘭方面料想到，故巴錫基維等人先返回赫爾辛基接受新指示。芬蘭政府以外長埃尔科和國防部長尤霍·紐卡寧兩人為首，強硬地拒絕所有要求。而財政部長韦伊诺·坦纳和曼納海姆則持相反意見，認為可以接受此交易，後者意見是，認為蘇方的要求實際上不會給芬蘭的安危有太大的威脅，在地峽上反倒是使較危險的狹窄突出處放寬了不少，也不影響「曼納海姆防線」的完整性。最終，政府內強硬派佔了上風，做出以下結論：五座芬蘭灣的小島嶼可能讓給蘇聯來換取某些補償、地峽上的邊界可以調整（但遠不及蘇方要求的程度）、1932年的互不侵犯條約可以重新擬定，要聲明雙方均不得援助他國進攻締約國一方。然而，芬蘭政府認為在本國領土上設有他國軍事基地事關國家主權問題，且若答應的話就相當於認可蘇聯可使用國境與半島之間、長達320公里的鐵路來運送蘇聯軍隊與其軍需物資，路程中即會通過芬蘭首都赫爾辛基，此為該國的心臟地帶，故在任何情況下都不能租借漢科半島和雷巴奇半島。由於巴錫基維不願在沒有政府官員陪同下進行談判，因此返回莫斯科時，坦纳也是代表團成員之一。
10月23日，蘇芬雙方重啟談判，史達林對於芬蘭提出的新建議十分失望，再三強調芬蘭的讓步不夠，而蘇聯的要求已是最低限度。在歷經兩個小時毫無結果的爭論後，芬蘭代表起身離開克里姆林宮準備返國，但過了幾個小時後，莫洛托夫的秘書又來請芬蘭代表團繼續談判，史達林這次將駐於雷巴奇半島的蘇軍降至4,000人，並減少對地峽地區上的領土要求。但即便如此，蘇聯的要求仍然遠遠超出了芬蘭人可接受的範圍，因此巴錫基維與坦纳第二次返回赫爾辛基與政府協商。政府內部進行磋商後，決定對史達林繼續持以強硬立場，所有基地均不予以租借、「曼納海姆防線」不拆除，但地峽邊界可西移（還是低於蘇方要求）、雷巴奇半島西部和芬蘭灣的島嶼可割讓。曼納海姆依舊認為應避免與蘇聯發生衝突，而坦纳則致信瑞典首相佩爾·阿爾賓·漢森，試問若芬蘭遭蘇聯入侵是否會可以支援？27日，漢森答覆瑞典將繼續提供芬蘭武器和食物、允許第三國通過其領土來供應芬蘭物資，也會提供外交支持，但他同時也暗示瑞典不會再提供更多的援助。芬蘭國防部長紐卡寧倒是對芬軍相當有信心，認為至少可以抗擊蘇軍六個月之久。10月31日，莫洛托夫於蘇聯最高蘇維埃会议上將談判過程公佈。11月3日至9日，蘇芬繼續談判，但蘇聯拒不接受芬蘭的條件，至此強硬的芬蘭代表團不再讓步，交涉宣告破裂。11月13日，芬蘭代表團返回赫爾辛基，這時芬蘭政府首腦也依舊不認為蘇聯真的會攻擊芬蘭。

### 「迈尼拉砲擊事件」與戰爭爆發（1939年11月26日至11月30日）
接著幾個星期裡，除了蘇聯透過廣播中傷芬蘭和派出飛機侵犯領空外，兩國間尚處於平靜的狀態。然而在11月26日，蘇聯宣稱位於邊境一帶的迈尼拉村（Mainila）被芬軍砲擊，造成蘇聯守軍4人死亡與9人受傷，世稱「迈尼拉炮击事件」，莫洛托夫要求芬方道歉，其軍隊也要從國境邊界後撤20到25公里。據後來俄羅斯與芬蘭歷史學者的研究，斷定此事為蘇聯那邊的內務人民委員部人員所為，亦有資料指出砲擊是由蘇聯元帥格里戈里·伊萬諾維奇·庫利克親自督導的行動，目的是提供該國對芬蘭開戰的藉口，並藉此撕毀先前兩國簽訂的互不侵犯條約。芬蘭否定此攻擊，表示砲擊行動來自於蘇聯那一方，拒絕了莫洛托夫提出的要求，並提議兩國軍隊同時自邊界撤退20至25公里，以及要求蘇芬雙方共同調查此事。蘇聯對於芬蘭的提議沒有回應，反而莫洛托夫於11月28日宣稱因芬蘭政府對蘇聯具敵視態度的行動與聲明以及對列寧格勒的威脅，雙方簽訂的互不侵犯條約不再有效。29日，當大使阿爾諾·于爾約-科斯基寧抵達莫斯科遞交芬蘭方面對莫斯科非法廢除條約和無理的撤軍要求回覆時，莫洛托夫的副手弗拉基米尔·波将金告知他蘇聯與芬蘭斷絕外交關係。對於外國指責蘇聯僅想從芬蘭攫取領土的說法，莫洛托夫聲稱蘇聯已提供足夠的讓步，倘若芬蘭政府繼續合作的話，甚至會將整個蘇聯卡累利阿地區割讓給芬蘭。

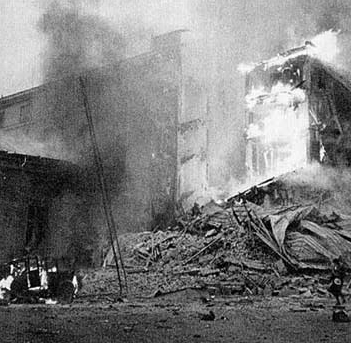
1939年11月30日上午9點16分，蘇聯空軍的6架SB轟炸機轟炸芬蘭首都赫爾辛基。蘇聯外長莫洛托夫於對本國的廣播中宣稱蘇聯空軍正給被反動政治家和資產階級壓迫的芬蘭人民們投下麵包，從此蘇聯轟炸機就被芬蘭人戲稱為「莫洛托夫的麵包籃」。

在芬蘭仍寄望與蘇聯進行外交協調時，後者已進行軍事佈署準備入侵，梅列茨科夫將軍謹慎地觀察外國的反應，於11月28日上午下令波羅的海艦隊的潛艇部隊自塔林港出發巡視斯德哥爾摩的港口。11月30日凌晨12點15分，列寧格勒軍區收到了國防人民委員部的命令，計畫將於當天一早就發動入侵芬蘭，這時蘇軍已在蘇芬邊境集結了21個師，共45萬人、火砲1,880門、戰車2,385輛和飛機670架（一說為54萬人、火砲2,000門和2,540輛戰車或45萬人、2,000輛坦克和1,000架飛機）。上午6點50分，蘇軍砲擊兩國國境上沿線，僅卡累利阿地峽就有600門蘇聯大砲轟炸芬蘭的邊防部隊陣地，30分鐘後，蘇軍戰車部隊也開始越境入侵。上午9點16分，蘇聯空軍也轟炸了芬蘭首都赫爾辛基。
蘇軍聲稱其入侵並非是以戰鬥員的身份，而是作為朋友和解放者，解放被資產家和地主所迫害的芬蘭人民，他們要對抗的是挾持芬蘭人民、挑起戰爭的卡揚德-埃尔科政府。同日，莫斯科廣播宣佈「芬蘭民主共和國」成立，該政權由內戰後流亡到蘇聯的奧托·威廉莫維奇·庫西寧所領導，實為聽命於史達林的傀儡政權。12月1日，蘇軍第70狙擊師佔領了邊境一帶的一座療養地村莊——特里約基，該地成了「芬蘭民主共和國」的「領土」，故該政權後來又被稱作「特里約基政府」，手下還有一支「芬蘭人民軍」。庫西寧呼籲芬蘭勞工起來反對政府，宣稱日後將銀行國有化、引入8小時工作制、援助中小企業和解決失業問題，但與內戰時期芬蘭人對蘇聯新政權不了解的情況不同，芬蘭常耳聞到關於列寧格勒的監獄、白海邊境的集中營和許多蘇聯人的悲報，故戰爭爆發時，「特里約基政府」對芬蘭勞工可以說是毫無吸引力，甚至連大多數的芬蘭共產黨黨員也站在赫爾辛基政府一方，日後還有了「冬季戰爭精神」一詞來專指芬蘭人民不分階級共同對抗蘇聯軍入侵、保衛國家的舉動。
受到攻擊當天，芬蘭議會於晚上8點開會，外長埃尔科表示蘇軍對芬蘭城市的轟炸與佔領其領土違反了至1945年還有效的互不侵犯協定，曼納海姆也被任命為芬蘭國防軍總司令，國會也為防止受到蘇軍飛機的轟炸而轉移到了考哈約基。12月1日，為追究蘇芬開戰的責任，卡揚德內閣總辭，由芬蘭銀行總裁里斯托·吕蒂任新任總理、坦纳任外交部長、巴錫基維任不管部部長的新內閣取代，寄望以此舉重開蘇芬談判、和平解決此事，他們透過瑞典駐蘇大使聯絡莫斯科，但莫洛托夫直稱不承認民主共和國以外的芬蘭政府。12月4日，芬蘭向「國聯」就蘇聯的侵略行為提出訴訟，9日，「國聯」召開臨時理事會，並對蘇聯提出調停邀請，但後者回應稱「我國與芬蘭並無處於交戰狀態。蘇聯和芬蘭民主共和國之間和睦相處關係。芬蘭民主共和國稍早已於12月1日請求蘇聯援助以便「共同清除芬蘭前統治者在芬蘭建立的危險戰爭策源地」……由於我國和該政府之間保有關係，蘇聯和之前芬蘭政府之間的關係已全部解除。」12月14日，國聯通過將蘇聯開除的決議，並繼續呼籲其他會員國援助芬蘭（見下節）。除了國聯外，亦有不少國家也試著介入蘇芬調停，如美國和瑞典（已開始進行部份軍隊動員），但都遭蘇聯拒絕。英法兩國因為擔心援助芬蘭將使蘇聯與德國更加接近而暫時不加以干涉。德國則保持中立，但對於芬蘭事先從義大利和本國訂購的武器皆予以扣留，以及警告該國不得讓同盟國登陸，否則將視其為開戰理由，同時也拒絕了芬蘭方面的調停請求。

## 兩國的戰略

### 蘇聯的計畫

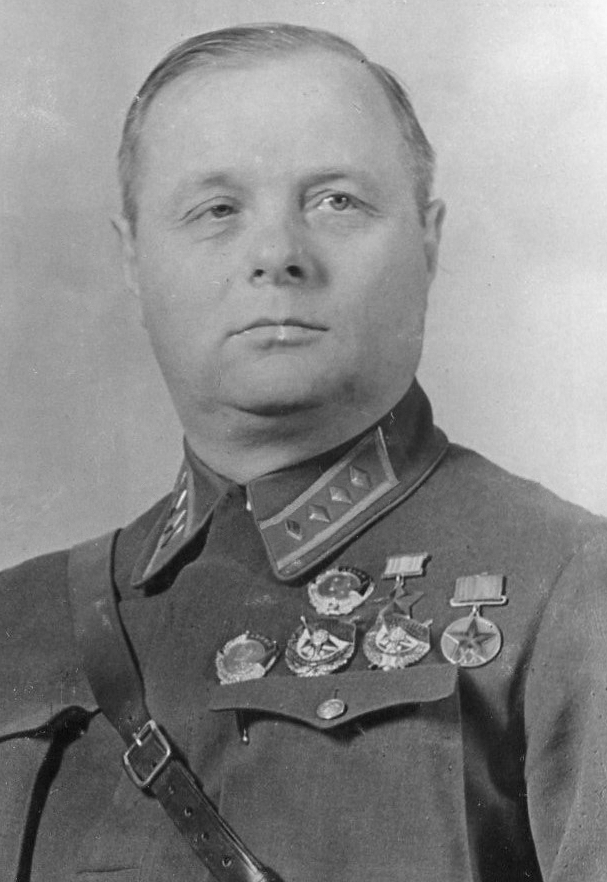
列寧格勒軍區司令基里爾·阿法納西耶維奇·梅列茨科夫二級集團軍級指揮員，負責冬季戰爭初期的蘇軍作戰總指揮。

根據芬蘭方面的資料，蘇聯最早在1927年即開始制定入侵芬蘭的軍事計畫（但與冬季戰爭時的作戰內容大相逕庭）。早在莫斯科談判前，蘇聯就進行了若干的對芬備戰措施，如在1938年製作芬蘭的軍用地圖、自1930年代後期開始建設自蘇聯卡累利阿荒野至芬蘭國境的公路和鐵路，以及可以供當時航程較短的飛機飛至芬蘭主要城市進行空襲的機場，蘇軍籌劃進攻芬蘭已久的另一項證據為芬軍於1940年繳獲的一份工農紅軍第五次幹部會議的文件——《芬蘭，前進道路一覽》，其內容涵蓋該國主要都市之道路交通、通信、水深、橋樑和地形等豐富而詳細的資料。不過在1939年，史達林並不想要和芬蘭打一場全面戰爭，而是類似於不久前佔領波蘭東部領土的行動：迅速而徹底的勝利。1939年6月底，史達林指示紅軍總參謀長鮑里斯·米哈伊洛維奇·沙波什尼科夫制定一個對芬蘭的應急戰爭計畫，然而後者認為芬蘭人將全力反抗、必須謹慎而仔細地準備，因此他所提出的作戰將會使用紅軍的大部分兵力，戰事也預計將會持續數個月之久，史達林嘲笑沙波什尼科夫的方案，轉而命令列寧格勒軍區司令梅列茨科夫前來莫斯科商討替代方案。
在克里姆林宮的第一次會議裡，史達林允許梅列茨科夫使用列寧格勒軍區的所有資源投入蘇芬戰爭中。7月中，梅列茨科夫帶著替代方案返回克里姆林宮，史達林原則上同意該計畫，但堅持認為戰事可在數週內結束，梅列茨科夫認為這時間要求過短而對史達林表示抗議，後者與國防人民委員克利緬特·葉夫列莫維奇·伏羅希洛夫改而承諾梅列茨科夫可以動用全部紅軍的資源來打蘇芬戰爭。基於上述的假設，梅列茨科夫的計畫做了若干調整，但也因此在7月底成了史達林等人的橡皮圖章，梅列茨科夫本人也不得不在後來公開表示「芬蘭之戰將最多兩週就會結束」來附和其意見。紅軍高層的樂觀態度使作戰的準備與策劃不夠謹慎，伏羅希洛夫宣稱6天內蘇軍戰車就會開進赫爾辛基、庫利克也曾說過不用去準備10或12天以上的口糧，最高統帥部後來也下令告誡蘇軍士兵不要侵犯到瑞典邊界，甚至到了戰爭前夕，蘇軍的戰略預備隊也都沒有準備就緒，9支入侵芬蘭的第一梯部隊僅4支準備完成。
蘇軍的入侵計畫動員大量的正規部隊執行作戰，並輔以其評估芬蘭內部的政治弱點而設計的庫西寧政府「第五縱隊」來分裂芬蘭，認為被壓迫的芬蘭工人將會歡迎紅軍的「解放」、轉而共同打擊「白軍」。戰略上，蘇軍欲以類似德軍進攻波蘭的方式快速向芬蘭內地進軍，然而德軍的作法僅適宜對付覆蓋面積大且有著稠密道路網的中歐國家，後者的陸軍作戰時整頓補給與通信作業的中心極輕易就遭到裝甲部隊的攻擊。相比下，芬蘭的邊界雖與蘇聯長達800英里，但能通至芬蘭的可用道路稀少，路況亦極為惡劣，絕大多數的地區不是未開墾的森林就是沼澤地，而芬蘭的心臟地帶則位於該國的深處，縱深極大，想在芬蘭戰區中打一場類似於德軍的大規模機動戰難度相當高，且蘇軍本身不具備可與德軍相比的協同戰術能力，也欠缺閃擊戰所必須的主動精神（原因見下）。本次作戰由列寧格勒軍區總司令梅列茨科夫負責。蘇軍於邊界上佈署的兵力約佔了其於1939年戰鬥序列的四分之一總兵力，詳細如下：
- 第7兵種合成軍團（俄语：7-я армия (СССР)）：由二級軍團指揮官弗塞沃洛德·費奧多羅維奇·雅科夫列夫（俄语：Яковлев, Всеволод Фёдорович (военачальник)）指揮，擔任主攻，佈署於卡累利阿地峽，目標是攻佔芬蘭的第二大城维普里，下轄菲利普·尼卡諾羅維奇·斯塔里科夫（俄语：Стариков, Филипп Никанорович）中將的第19狙擊軍（俄语：19-й стрелковый корпус）（進攻地峽西側）、菲利普·丹尼洛維奇·格雷連科（俄语：Гореленко, Филипп Данилович）中將的第50狙擊軍（俄语：50-й стрелковый корпус）（又稱「L軍」，進攻地峽東側）、彼得·洛維諾維奇·羅曼年科（俄语：Романенко, Пётр Логвинович）中將的第10戰車軍，共轄有12狙擊師、1個機械化軍、3個戰車旅和12個砲兵團，計有20萬人、1,500輛戰車，約為列寧格勒軍區43％的兵力[89]。
- 第8兵種合成軍團（俄语：8-я армия (СССР)）：由伊萬·尼基提克·哈巴羅夫（俄语：Хабаров, Иван Никитич）師級指揮員指揮，佈署於彼得羅扎沃茨克，任務為橫越拉多加湖以北，包抄芬軍於卡累利阿地峽的防線，下轄第1狙擊軍（俄语：1-й стрелковый корпус）和第56狙擊軍，共6個師和2個戰車旅，計有130,000人及400輛戰車，約為列寧格勒軍區26％的兵力[89]。
- 第9兵種合成軍團（俄语：9-я армия (СССР)）：由米哈伊爾·帕夫洛維奇·杜哈諾夫（俄语：Духанов, Михаил Павлович）旅級指揮員指揮，佈署於雷波拉（英语：Repola）至坎達拉克沙之間，分成三個進攻方向，共5個師所組成，任務是西進攻擊芬蘭中部的波的尼亞灣港口城市奧盧，將芬蘭攔腰截斷成南北兩部份以及切斷芬蘭與瑞典之聯繫。
- 第14兵種合成軍團（俄语：14-я армия (СССР)）：由瓦雷利安·亞利山德羅維奇·弗洛沃夫（俄语：Фролов, Валериан Александрович）師級指揮員指揮，3個師組成[92]，佈署於摩爾曼斯克，任務為奪取佩察莫的北極港口，並推進到羅瓦涅米，同時阻止其他國家給予芬蘭援助。第9狙擊軍與第14狙擊軍兩者合計約14萬人、150輛戰車，約為列寧格勒軍區31％的兵力[89]。

蘇聯海空軍的主要任務皆為支援地面部隊行動，前者負責消滅芬蘭空軍、攻擊其通信設施、陣地、打亂其動員以及執行類似德國空軍於西班牙內戰中對格爾尼卡發動的大規模戰略轟炸來瓦解芬蘭人的抗戰意志，後者則負責對芬蘭進行海上封鎖及對關鍵島嶼和港口實施兩棲登陸。

### 芬蘭的計畫

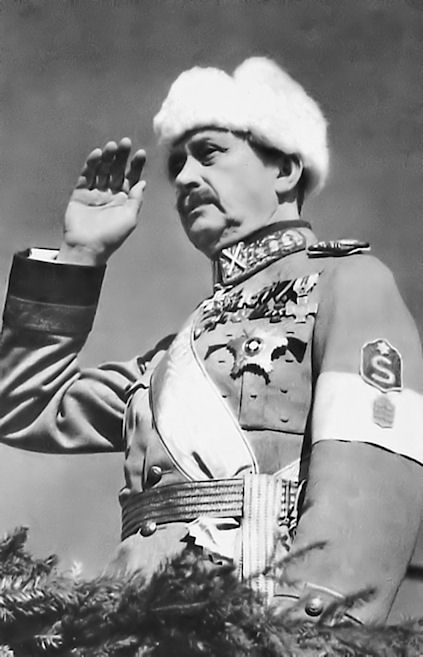
卡爾·古斯塔夫·埃米爾·曼納海姆元帥，為芬軍總司令。

自《塔爾圖條約》簽署以來，芬軍總參謀部即認定唯一會威脅本國安全的國家只有蘇聯，也因為該國與其本身巨大的國力差距，曼納海姆確信芬蘭對抗蘇聯最多只能延緩最終戰敗的時間，也因此作戰目的不得不設為持久戰，以期待國際援助與有利態勢之和平。芬軍根據地理條件假定蘇聯未來的侵略行動將會在卡累利阿地峽發動主攻勢，加上從拉多加湖以北挺進芬蘭內地進行側翼包圍。不單是芬蘭軍事領導人清楚蘇軍想保護列寧格勒安全的意圖，卡累利阿地峽也是從列寧格勒到芬蘭心臟地帶最短、也是交通最方便的路線（鐵路公路皆完善），至於拉多加湖一直北上到雷巴奇半島的漫長國境線上，芬軍總參謀部因為當地森林茂密、缺乏可供大規模機械化部隊運動的道路和人口集中地而不認為會有什麼特別嚴重的威脅存在，因此芬軍便於受到主要威脅的卡累利阿地峽上建立了橫跨全幅的永久性防禦工事——「曼納海姆防線」，這條防線雖然因為國防資金短缺而沒有如法國馬奇諾防線或德國齊格菲防線那樣規模的強度，但因為採用德軍發展的「縱深防禦」戰術原則作為設計方針，具有相當的彈性。
1939年4月，曼納海姆鑑於可能與蘇聯爆發戰爭而開始積極備戰，他於夏季徵召了7萬名壯丁與2500名婦女投入為時4個月的「曼納海姆防線」強化工程上。到了10月，曼納海姆撇開認為動員將可能被蘇聯視為挑釁的反對意見，堅持於10月初進行全國性動員，只是為了測試蘇方的態度，芬軍不使用敏感的「動員」字眼，而改用實施國法規定的大演習而進行的臨時召集——「強化訓練」的名義，且為求謹慎，分成了三階段實施動員。10月6日至7日，進行第一次召集，承平時期負責保衛卡累利阿地峽的4支守備隊被動員成9個營。海空軍以及陸軍的戰車部隊等需要訓練和技能的單位之預備役士兵也在9月就被要求復歸原隊。10月10日，進行第二波召集，集結各級參謀軍官與3個師的士兵，其中2個配置於地峽、1個位於拉多加湖以北。10月14日，第三波召集，芬蘭野戰軍部隊全數集結完成。因為有著如此預備的動員徵召，才使得蘇軍最初動用大軍進行突襲進攻並無獲得決定性的成果。隨著戰爭逐漸逼近，季節也逐漸進入冬季，晝短夜長和逐漸轉惡的氣候條件令蘇軍不易全力發揮其空軍與機械化部隊之實力，因此為身為被動防禦方的芬軍增添些許優勢。
戰略上，芬軍將全國戰區分為北、中、南三大部份：北部，利用氣候與地形，軍隊與民眾協防，採取游擊戰及退卻防禦，消耗蘇軍力量；中部，藉由湖泊、沼澤、森林和「曼納海姆防線」的延伸部進行以游擊戰為主、陣地戰為輔的機動防禦；南部則以「曼納海姆防線」為憑藉作持永性防禦，以陣地戰為主、游擊戰為輔，詳細佈署如下：
- 地峽軍團（芬蘭語：Kannaksen armeija）：由胡戈·厄斯特曼（芬蘭語：Hugo Österman）指揮，以6個師組成，分成兩個軍：第2軍（芬蘭語：Suomen II armeijakunta (talvisota)）（以3個師為主幹組成）和第3軍（芬蘭語：Suomen III armeijakunta (talvisota)）（以2個師為主幹組成），兩軍合計約12萬人[126]，負責在地峽上固守，前者部署於地峽西側，後者則為東側[126]。
- 第4軍（芬蘭語：Suomen IV armeijakunta (talvisota)）：由尤霍·黑斯卡宁（芬蘭語：Juho Heiskanen）指揮（但於12月4日因與總司令曼納海姆意見不合而被解職，由沃尔德马·黑格隆德（芬蘭語：Woldemar Hägglund）接替其職務[127]），以2個師為主幹所組成，約4萬人[126]，佈署於索爾塔瓦拉，負責抵禦蘇軍可能從拉多加湖以北發起的進攻[124]。
- 北芬蘭兵團（芬蘭語：Pohjois-Suomen Ryhmä）：由維利約·圖翁波（芬蘭語：Wiljo Tuompo）指揮，以民防軍（芬蘭語：Suojeluskunta）、邊防軍和徵召來的後備役軍人所組成，編為獨立營、獨立連級小單位[128]，約16,000人[126]，保衛列克薩至北冰洋一線的安危[129]。

其他還有派遣一支分遣隊和一個砲兵連保衛佩察莫、一個步兵團保衛奧蘭群島、7個步兵營保衛芬蘭南部沿海岸，曼納海姆還留下兩個步兵師作為戰略總預備隊，以防蘇軍從卡累利阿地峽沿岸直接登陸包圍。

## 兩軍的實力

### 蘇聯

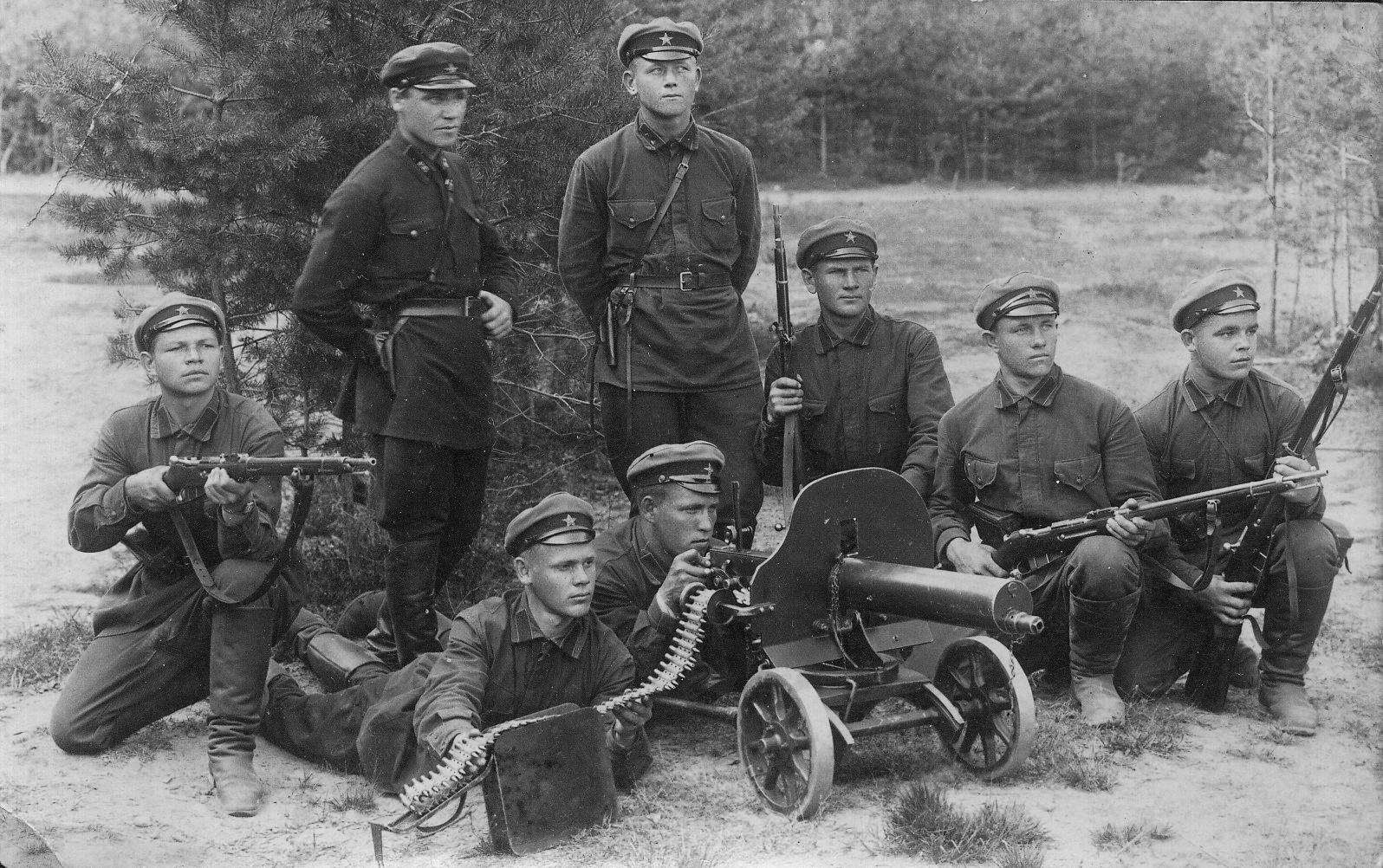
1930年代初的蘇聯紅軍士兵，下為馬克沁M1910重機槍。

1918至1920年的內戰對蘇聯國防武力——工農紅軍發展具有決定性的影響，在西方國家彙整自一次大戰中突破陣地戰僵局的經驗時，蘇聯軍事學者著眼於大規模的機動化作戰，並視其為未來戰爭發展的模式。在紅軍發展的第一階段（1922年至1928年）期間，蘇聯國防建設思想大致上可分成兩種派系在爭論：一、由紅軍的締造者列夫·達維多維奇·托洛斯基所主張，維持一支巨大的軍隊來專注對付國內的「反革命敵人」，僅留有一支小型常規兵力來保護邊界；二、由米哈伊爾·瓦西里耶維奇·伏龍芝為首，主張紅軍應培養一支專業化的武力防衛外部敵人、建立統一的軍事教範，以機動戰與攻勢理論為核心思想。之後伏龍芝的主張佔了上風，在該人於1924年至1925年擔任蘇聯陸海軍人民委員的18個月裡，紅軍改組了軍隊指揮結構、建設參謀制度、軍校和軍官培訓制度，並一改托洛斯基早期檢查帝俄時期軍官的忠誠度而設置的政治委員制度，使其依從於部隊指揮官之下。
1925年，伏龍芝去世，以米哈伊爾·尼古拉耶維奇·圖哈切夫斯基、亞歷山大·安德烈維奇·什維辛、弗拉迪米爾·基里雅科夫維奇·特里安達菲洛夫和沙波什尼科夫為首的新集團迅速崛起，並對軍隊實施改革，奠定了紅軍機械化以及未來軍事學說的基礎，他們認為未來的戰爭中無法以一次的作戰摧毀敵軍，必須透過一系列連續不斷的作戰消滅敵人有生力量，迫使其在不利條件下戰鬥，這個概念後來發展成「縱深作戰」理論。列寧逝世後，接而掌權的史達林認識到一支國防武力必須有強大的工業能量作後盾，故自1928年起實施「五年計劃」，蘇聯的工業能力大為提昇，得以裝備和維持一支龐大的軍隊，紅軍也自1934年的562,000人增為1937年的1,600,000人，成長至三倍之多、1931年時，戰車年產量為700輛，但至1937年時則提昇為3,139輛、大砲也從2,000門增為5,000門。1930年代，蘇聯紅軍在訓練、裝備和組織能力皆隨著軍事學說的發展而日趨成熟，紅軍舉辦的大規模軍事演習也頗令外國觀察家注意，如英軍即對當時紅軍的機械化和軍事思想印象深刻，法軍則認為紅軍擁有相較歐洲所有國家的巨大機械化部隊優勢，但同時也批評紅軍戰術拙劣。儘管尚有不足之處，但仍有軍事歷史學者認為，1937年的蘇聯紅軍在幾乎所有的領域上皆對西方盟軍有相當的優勢。

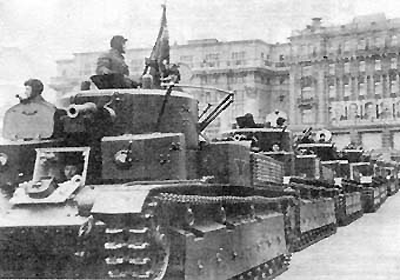
T-28戰車，蘇軍於冬季戰爭中使用的主力戰車之一。

然而就在紅軍順利發展的途中，史達林開始展開整肅政軍首腦的「大清洗」運動，此舉近乎消滅了蘇聯紅軍的軍官團，包括5位元帥中的3位（包括於1937年被處決的圖哈切夫斯基）、264位師級以上的指揮官中的220位和36,761名各級軍官都被肅清，僅一半以下的軍官能留任。軍中的空缺多由忠於上級，但能力低下的士兵所接替，政治委員再度擁有對軍事置喙的地位，然而後者在決策時往往是基於政治利益來作判斷，這種雙頭馬車式結構不僅令蘇軍指揮複雜化，也嚴重破壞了指揮官的決策獨立性。「縱深作戰」學說很快就被與「叛徒」劃上等號，留任的軍事指揮者也相當保守。此外，在國際局勢逐漸走向戰爭的同時，蘇軍也逐漸彙整他們對外戰爭的經驗，但因為若干因素而衍生成錯誤的認知。1936年，蘇聯干涉西班牙內戰，派出軍事顧問團與援助共和軍飛機與戰車。西班牙戰車部隊的總指揮官德米特里·巴甫洛夫在瓜達拉哈拉戰役以少數裝甲部隊與步兵協同作戰，擊敗了數量約三倍、但實力不足的義大利軍CV-33輕戰車群，然而巴甫洛夫卻就此認為戰車與步兵協同作戰才是正確的作法，也說服史達林戰車不再是主導現代戰爭的武器，蘇軍也轉而走向陣地戰和防禦的消耗戰型態，原本的機械化部隊也變成較小規模的戰車旅。
1939年5至7月，蘇聯與日本爆發了名為「諾門罕事件」的一系列邊境衝突，蘇軍將領格奧爾基·康斯坦丁諾維奇·朱可夫成功以大規模的機動作戰完成縱深作戰式的包圍殲滅戰，特別是機械化部隊與空軍的協同作戰能力相當顯著。然而對蘇軍最高統帥部來說，西班牙內戰的經驗比朱可夫於諾門罕的經驗更具參考價值，參加前者的帕維爾·瓦西里耶維奇·雷恰戈夫、巴甫洛夫和庫利克將軍以及參加後者的朱可夫與格奧爾基·潘塔列夫維奇·克拉夫切克形成兩種派系，前者認為日軍並非一支現代化的勁旅，不能代表未來發展的趨勢，史達林甚至從諾門罕的例子中得出大清洗反而增強紅軍實力的結論。因為上述原因，蘇聯在諾門罕這場該國首次大規模使用戰車、砲兵和航空兵的實戰經驗不被人重視。
儘管紅軍內部吸收了錯誤經驗、軍官團與指揮受到大清洗的重創、不適宜的編制、高層的分裂等負面因素，但就數量與裝備來看，蘇聯紅軍仍是一支極為巨大的武力，遠非芬蘭所及。1939年，紅軍已有500萬兵力，其主幹——狙擊師（相當於其他國家的步兵師）每個編制為18,841人、78門野戰砲、129門迫擊砲和725輛卡車，而芬軍步兵師則為142,000人、54門野戰砲、18門迫擊砲和46輛車，遠小於蘇軍同級單位的戰力。蘇軍亦投入大量的裝甲部隊於此戰中，戰爭開始時蘇軍投入了2,514輛戰車和718輛裝甲車。在主戰場卡累利阿地峽上，蘇軍佈署了1,450輛戰車。戰爭結束時，蘇軍已投入了6,541輛戰車和1,691輛裝甲車於冬季戰爭中，主力車種為T-26和BT戰車，但也有為數不少的T-28中型戰車以及少數的試驗型重戰車——SMK、T-100。空軍方面，蘇聯空軍在開戰時就擁有6,000架飛機可用，其中有3,000架為現代化的戰鬥機與轟炸機，共投入了3,253架飛機於冬季戰爭，主力戰鬥機為I-15、I-153、I-16，轟炸機為SB-2、DB-3和TB-3。海軍方面的狀況則請參閱下節。

### 芬蘭

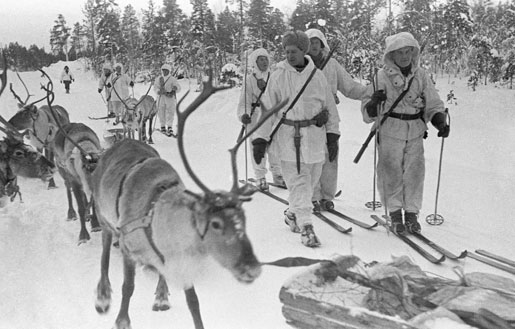
冬季戰爭中正在巡邏的芬軍士兵。

芬蘭武裝部隊——芬蘭國防軍的起源為民兵組織性質的白衛隊轉型而來。1919年2月，芬蘭制定了獨立後的新式徵兵法，於1922年生效，役男服完一年兵役後必須保持7年的現役後備役和24年的非現役後備役身份。1934年後，芬軍建立了以全國地區劃分的軍區動員系統，單位與裝備可以直接從各自地區集結、迅速調往前線。承平時期芬蘭國防軍僅33,000人，而當冬季戰爭爆發後，芬軍再動員10萬名後備軍、10萬名民防隊成員，成長至337,000人，到了1940年3月初成長到最大規模的346,000名士兵，此外另有協助防空和洗衣等後勤事務、由女性組成的「洛塔·斯韦德」組織（近10萬人）。就全國動員率來看，芬蘭的動員能力已超過了二次大戰末期的納粹德國和大日本帝國。
芬軍的裝備十分適宜在當地作戰，所有的士兵都備有滑雪板，可以快速移動相當長的距離，且身著可融入雪地的白色野戰服，各師也配有加熱帳篷，可以讓士兵們在前線睡得溫暖舒適。然而身為北歐小國的芬蘭就軍事工業來說完全無法與蘇聯相比，軍工業能力極為有限，只有少部分是來自獨立及內戰時從國外進口、品質較佳及入時的進口貨；軍火進口亦導致芬蘭軍中裝備五花八門，如手槍就有5種規格不同的子彈。芬軍主力軍火裝備絕大多數都是老舊過時的沙俄遺產，但使用沙俄遺物亦為芬軍帶來意想不到的好處—芬軍主力步槍主要為沙俄軍火庫遺留的19萬把莫辛-納甘步槍（剩餘為少量進口日產三八式步槍），與蘇軍步槍同款，故此芬軍官兵可使用戰場上繳獲的槍彈以戰養戰，使用繳獲步槍時亦無需額外訓練。芬軍火砲主要為1902年的俄造76公釐野戰砲，另有裝備4,000餘把的索米M1931衝鋒槍，這款衝鋒槍被認為是二十世紀上葉最優秀的衝鋒槍之一。芬軍最缺乏的武器是反戰車砲，其標準武器——波佛斯37公厘戰防炮在冬季戰爭初期僅有不到100門，以至於不得不以野戰砲、反戰車步槍（多為L-39反戰車步槍）或是投擲通稱「莫洛托夫雞尾酒」的汽油彈來擊毀蘇軍的戰車。在裝甲兵力上，芬軍比起蘇軍更加處於壓倒性劣勢，僅有戰間期間英國設計的維克斯六噸戰車（含一輛試驗車，共採購33輛，但戰爭爆發之初很多都不具備武裝）和一次大戰遺留的20輛雷諾FT-17戰車（芬軍已認知到這款戰車跟不上時代，故即便維克斯六噸戰車外只剩該武器可以作戰也沒有使用，而是將其砲塔拆下送到曼納海姆防線當作固定碉堡使用）。芬蘭空軍也因為缺乏國產機而只能從國外進口，飛機機種也是五花八門，包括荷蘭（D.XXI戰鬥機）、義大利（G.50戰鬥機）、英國（格鬥士式戰鬥機與布倫亨式轟炸機）。海軍方面的狀況則請參閱下節。
與物質缺乏的窘境相對應的是，無論是正規軍還是民防部隊，芬軍皆訓練完善、戰術靈活，他們重視槍法，雖然芬蘭沒有大規模的進行狙擊訓練，但最終仍造就了數位在二次大戰中最成功的狙擊手，其中著名者為席摩·海赫，該人在短短約100餘天的冬季戰爭中狙殺了超過500名蘇軍士兵。芬軍也擅長小單位戰術，當時絕少有國家的軍隊可與其相比。領導風格方面，蘇軍因為被大清洗的寒蟬效應所震懾，下級軍官和士官行動畏懼失敗造成的後果，無論形勢為何皆完全聽從上級指示，行動極為僵化，芬軍反而是強調大膽主動與果敢。以上種種一定程度上抵銷了蘇軍擁有的龐大數量與武器裝備的優勢。

## 戰鬥流程

### 第一階段（1939年11月30日至12月31日）
冬季戰爭大致上可分作1939年11月30日至12月31日以及1940年1月至戰爭結束的3月13日兩階段，在前者期間，蘇軍投入大部隊進行機動戰來迅速獲得勝利，試圖包圍、孤立並消滅敵軍，卻一再敗在芬軍的戰術優勢上，在各條戰線上進攻皆受挫，特別是整個12月期間，蘇軍地面部隊損失慘重。芬蘭北部與中部戰區，儘管芬軍佈署極少的部隊，但充分利用地型優勢一再從側翼打擊敵軍、席捲其補給線，進而逐次孤立、包圍與消滅。南部地區則是蘇芬兩軍皆投入重兵的主戰場，儘管前者在當地佈署了極為龐大的部隊，卻一再發起組織草率、兵種協同能力差的正面進攻，久久無法取得突破。在第二階段裡，蘇軍的進攻方式才有了大幅的改進，才最終打敗了芬軍（見下節）。

#### 卡累利阿地峽戰區
卡累利阿地峽為冬季戰爭的主戰場，該地寬約100至110公里，遍布並未結冰的狹長湖泊與沼澤，還有著阻礙部隊運動與展開、觀察敵人的濃密森林，對身為防禦者的芬軍來說是阻滯及側翼包圍敵軍的絕佳地形，且曾於1939年夏季在當地進行過演習，對該地非常熟悉。芬軍依賴的「曼納海姆防線」位於卡累利阿地峽範圍內的蘇聯國境向北30到75公里處，為數20萬的蘇軍部隊在開戰那一刻即開始地峽發動攻勢，與其對陣的是12萬名的芬軍，其中約21,000人佈署於防線前方，以在蘇軍抵達主防線前加以阻滯與打擊。戰鬥初期，最令芬軍感到威脅的是蘇軍的戰車，芬軍不僅嚴重缺乏反坦克武器，連大部份官兵戰前都是終身未曾見過坦克，導致其初次面對蘇軍大規模戰車縱隊時陣腳大亂。不過，蘇軍戰車部隊偏好使用呆板的正面衝鋒戰術，芬軍很快就學會了如何在近距離對抗蘇軍的戰車，如佈置圓木和鐵條的陣地，讓它們被捲進蘇軍戰車的負重輪裡，迫使其停滯，接著再以「莫洛托夫雞尾酒」摧毀，這種輕便的投擲武器某程度上也彌補了一般反戰車砲笨重、移動緩慢的缺點。僅在12月5日前，芬軍即於地峽摧毀了80輛蘇軍戰車。
12月6日，蘇軍對地峽東側的泰帕莱防線地段展開首次的進攻。泰帕莱位在拉多加湖沿岸、泰帕莱河與蘇凡托水道之間，蘇軍此一進攻為的是將芬軍從主要目標——地峽西側的苏马調開。在蘇凡托一帶，芬軍有著海拔高度較高和地面乾燥方便挖掘的少許優勢。芬軍砲兵不僅可監視此區戰況，還可讓砲火跟上自軍的攻勢以及預料到蘇軍的攻擊行動。蘇軍以長達40小時的砲兵轟擊開始了對泰帕莱的攻勢，隨後蘇軍步兵對開闊地區發動進攻，但遭芬軍反擊，因蒙受大量傷亡而被擊退。12月6日至12日，蘇軍持續的進攻，但一直被芬軍僅一個師擋下。於是蘇軍強化其砲兵實力，調來了戰車和第10狙擊師到泰帕莱戰線上。12月14日，強化後的蘇軍發動了新的攻勢，但又被芬軍打退回去。蘇軍接連又投入了第3個師戰鬥，但表現拙劣，士兵在敵軍砲火下更是驚恐與混亂。蘇軍不斷攻擊但一直沒有成功，反受到相當龐大的損失。在本攻勢中的一次戰鬥中，蘇軍的攻擊僅維持一小時就無以為繼，雪地上留下了1,000名的蘇軍陣亡士兵屍體和27輛散落各地的戰車。

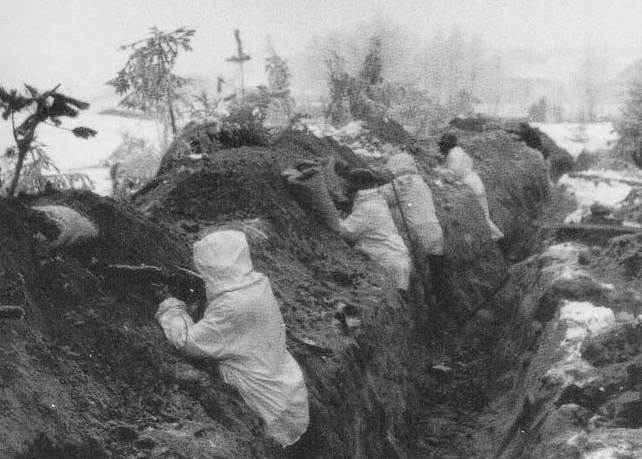
在「曼納海姆防線」的壕溝裡作戰的芬軍。

地峽西側方面，蘇軍於12月16日在苏马遭遇芬軍，此地為蘇軍的首要目標，若加以佔領即可打開通往维普里的通道，但芬軍也在當地建造了41處鋼筋混凝土碉堡，使該處防線堅強程度非地峽他處所能相媲美。只是，芬軍因為計畫上的疏失，該防線在姆納蘇沼澤附近存在著1公里寬的缺口，於是蘇軍大舉進攻該區，後於12月19日突破了防線的狹窄缺口。不過蘇軍兵種協調能力太差，沒有佔到什麼便宜，芬軍也因為缺乏合適的反戰車武器，便繼續留在壕溝中，放任蘇軍戰車自由地在其防線後方行動。隨後芬軍成功擊退了蘇軍的主攻，將缺口重新堵住，而在敵軍防線後方被孤立的蘇軍戰車僅能零星地攻擊芬軍的堅強據點，最終於20日被芬軍全殲。12月22日，芬軍贏得了苏马之戰第一階段的勝利，僅在此役蘇軍就損失了52輛戰車，但芬軍也有2,082名士兵傷亡。
戰事一再失利令蘇軍士氣低迷，也深受補給不足之苦，故不再進行自殺式的正面進攻、停止了對「曼納海姆防線」的攻勢。芬蘭第2軍司令——哈拉爾德·厄奎斯特少將見此計畫發動反攻，打算將维普里附近的3個蘇軍師圍而殲之，此行動於12月29日獲得芬軍最高統帥部的批准。然而芬軍自12月23日發起攻擊當天即出師不利，隨後又因為天氣和通信問題致使部隊作戰協調不佳，進攻隨即取消了，芬軍損失了1,300人，蘇軍的傷亡估計也與此數相近。

#### 拉普蘭極地戰區

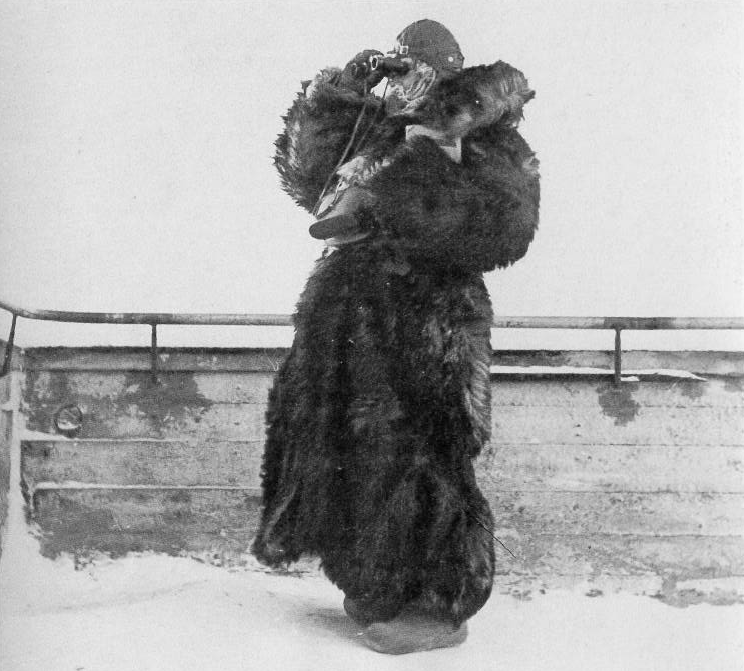
1940年1月，一名在芬蘭北部警戒著天空，提防蘇軍飛機的「洛塔·斯韦德」組織成員。

芬蘭北部的拉普蘭戰區森林稀疏，可為蘇軍的戰車部隊提供更多活動空間，但降雪量大、人煙罕至，芬軍也不認為蘇軍會在此地投入多少兵力，但與此相反地，後者投入了完整的師級部隊。12月11日，芬軍重組了拉普蘭的防禦，自北芬蘭兵團調出單位組成特編的「拉普蘭兵團」，由庫爾特·瓦倫紐斯指揮。
南拉普蘭鄰近於薩拉一帶，蘇軍投入兩個師——第88與第112師（合計35,000人）發動攻擊，12月9日，很輕易地就將僅有一個營的芬蘭守軍逐出該村，奪取了通往佩爾科森涅米以及凱米耶爾維的要道。12月17日，蘇軍的北進部隊包括1個步兵團、1個營和1個戰車連被芬軍的1個營包圍。18日，芬軍自側翼對蘇軍發動進攻，第112師倉皇撤退回薩拉，留下10輛戰車、40輛卡車和大量武器彈藥。芬軍緊接著派遣增援去強化凱米耶爾維的守備，蘇軍一再於該地發動的進攻皆未奏效，反而芬軍展開反擊後將其推回到一條新防線，一直維持到戰爭結束。
北拉普蘭方面，由於芬軍的主力已經投入到地峽上，故欠缺足夠的人力來防守該區，重要據點佩察莫也僅將交給104獨立營防守，而蘇軍有著鄰近的摩爾曼斯克港灣作為據點，很輕易就能對該地區發動進攻，成功佔領了雷巴奇半島，再以第104山地狙擊師自海上和陸上兩面進攻著，他們還額外獲得了波羅的海艦隊的火力支援。12月3日，在付出13人戰死、38人受傷的代價後，芬軍鑑於佩察莫離主要鐵路太遠、地勢太低、荒涼而不利於防守等特點，放棄了該地，改集中兵力來對阻滯蘇軍的進攻。蘇軍於12月23日攻取了距離佩察莫65英里的瑙齐，但芬軍仰賴北極圈內特有的極夜現象和極端性氣候的條件，持續以游擊戰方式襲擊蘇軍的補給線和巡邏隊，導致後者的行動被兵力不及其五分之一的芬軍所阻止，隨後蘇芬兩軍一直維持著對峙狀態到戰爭結束。

#### 拉多加湖以北與蘇芬國界中段戰區
拉多加湖以北的戰線方面，芬軍同樣憑藉地形優勢進行防守。該區有著大片未開發、杳無人煙的森林，缺乏可供現代化的蘇軍通過的道路網。然而，蘇軍第8軍團在當地投入的兵力令芬軍總參謀部驚訝，芬軍在該區僅佈署兩個師，另有3個旅的支援，總計超過3萬人，但幾乎沒有反戰車武器。蘇軍則是幾乎在每條西至芬蘭邊境的道路上都各佈署了一個師，總計和芬軍比有著三比一的人力數量優勢，火砲與空中兵力也有著五比一的差距，加上建設了一條可至邊界的新鐵路，使他們在當地的補給能力大為提昇，戰爭爆發後即對伊洛曼齊、托赫馬耶爾維、蘇奧耶爾維和索爾塔瓦拉四個方向同時發起進攻。芬軍感到恐慌，而後自壓倒性多數的蘇軍前撤退，芬軍第4軍軍長於12月4日由沃尔德马·黑格隆德取代。12月7日，拉多加卡累利阿戰線中央處，芬軍單位撤到了柯拉附近的一條小溪，這條水道本身無法提供什麼保護，但當地附近有著10公尺高的山脊可供防禦。柯拉戰役一直持續到冬季戰爭結束，因而芬軍有一句紀念這場傳奇性戰役的格言：「守住柯拉」（芬蘭語：Kollaa kestää）。
北部方面，芬軍在蘇軍第139狙擊師的進攻下於12月5日自埃格萊耶爾維撤到了托爾瓦耶爾維，12月12日，芬軍在該區擊退了蘇軍的攻勢，至14日，第139狙擊師被徹底擊潰。南部方面，拉多加湖北岸道路有蘇軍第18狙擊師和第168狙擊師聯合進攻著，和之前一樣，這些師落入陷阱中，具有較佳機動力的芬軍自北翼對蘇軍縱隊展開反擊。至12月19日，芬軍因部隊過於疲倦而暫時停止了攻擊。1940年1月6日至16日，芬軍恢復了攻勢，將蘇軍師截斷成各個較小而規模不一的集團。與芬軍的預期不同，蘇軍師並無試著朝東方突圍，而採取了就地固守，他們正等待其空運援軍與補給，儘管蘇聯空軍空投的補給品不足，但他們依舊頑強地抵抗，直至2月18日，被圍的第18師殘部投降，因為後來停戰的緣故，才使得蘇軍第168師免受到相同的命運。
蘇芬邊界中段戰區方面，蘇軍以163（中）、第44（南）和第122狙擊師（北）三個師朝西發進，要將領土狹長的芬蘭南北聯繫切斷。芬軍第9師先是阻止了蘇軍第44狙擊師增援已攻佔蘇奧穆斯薩爾米的第163師，接著於25日切斷後者的補給線，第163師試圖越過冰封的基安塔湖，但被芬軍阻止，終於12月28日被後者徹底殲滅，第44狙擊師連同163師之一部也跟著於1月6日在拉泰路之战中被消滅。上述的蘇奧穆斯薩爾米-拉泰路雙重會戰中，蘇軍163師與44師兩個精銳師被芬軍的小股部隊徹底打敗，這場戰鬥成了外國軍事學院「以寡擊眾」的經典實例。僅拉泰路一役，蘇軍就付出7,000到9,000人的死傷，而芬軍僅損失了400人。此外，芬軍還擄獲了大量的蘇軍裝備，包括數十輛戰車、火砲、反戰車砲、數百輛卡車、近2,000匹馬、數千把步槍、大量急需補充的彈藥和醫療用品。

#### 第一階段戰事總結與兩軍之特點

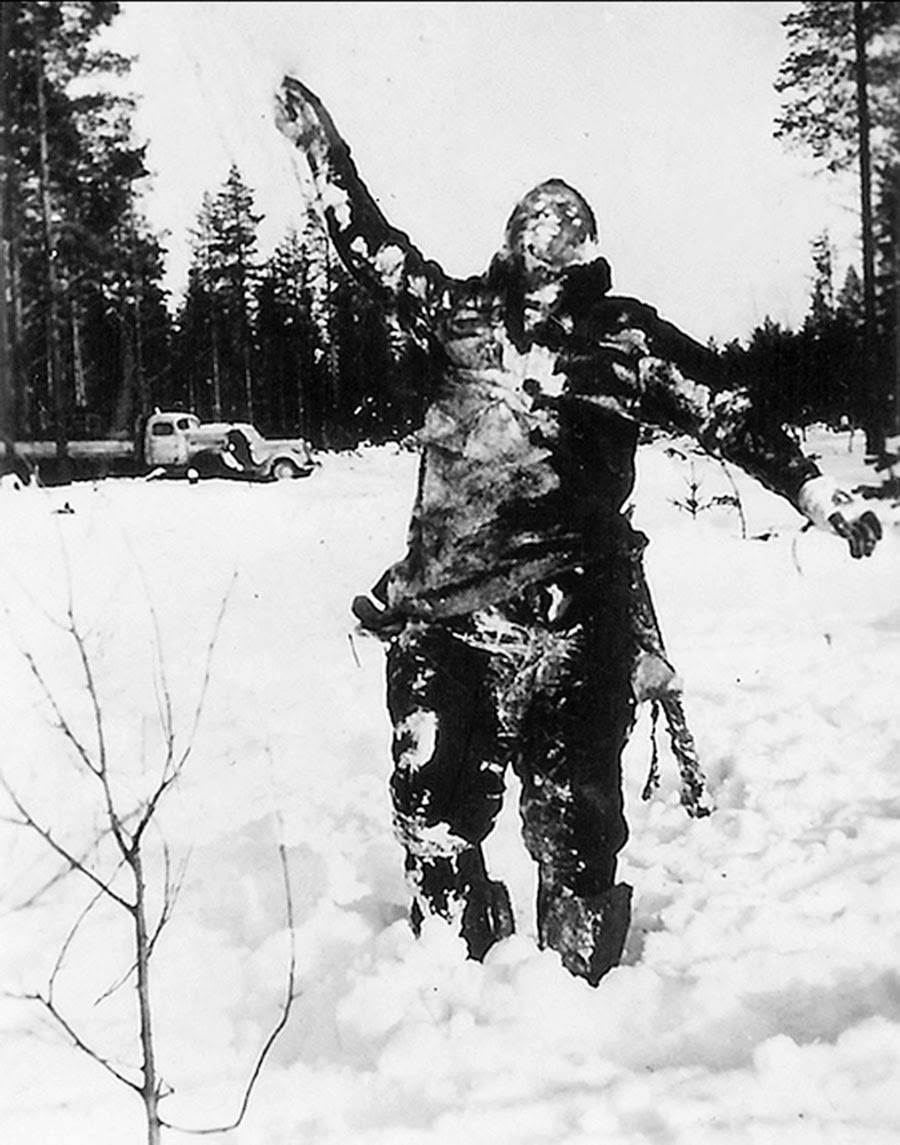
一名蘇聯士兵在戰壕中被凍死，後來被芬蘭軍隊發現，芬蘭軍隊將其屍體放置在邊境，以警告蘇聯。

蘇軍在戰爭初期攻進芬蘭時認為將受到當地人民夾道歡迎，但相反地是，芬蘭人採取了焦土政策，焚毀廬舍、製造詭雷、埋設地雷和堵住水井，增加蘇軍的後勤困難。1939年至1940年的冬天也是異常地寒冷，卡累利阿地峽於1940年1月16日當天還留下了最低溫到攝氏零下43度的紀錄，這樣的溫度在瑞典氣象廳的檔案紀錄裡是從1828年紀錄以來僅兩次出現過的極低溫，部份蘇軍單位罹患凍傷的比率高達10％，但也因為如此，蘇軍戰車得以駛過許多凍結的土地和水域，好過在沼澤和泥漿中無法動彈的處境。
蘇軍在冬季作戰的準備上很不充足，芬軍組織了數支穿著雪白色斗篷、容易隱蔽於地形的滑雪部隊，對蘇軍縱隊展開游擊戰，而後者戰車在戰爭開始時塗上的卻是橄欖色的塗裝，士兵穿的是常規的卡其色制服，成了戰場上極為顯眼的目標，一直到1940年1月下旬，蘇軍才將它們的裝備漆成白色、給步兵部隊配發雪衣。蘇軍在防寒服、槍支防凍液、道路整備單位等都欠缺，也因為缺乏滑雪技巧，移動時不得不倚賴道路，開戰兩週內又下著大雪，積雪累積了2公尺高，蘇軍因此非常容易被分割成冗長的縱隊，其後方的補給隊也為敏捷的芬軍所襲擊，後來蘇軍雖然有派出數支滑雪部隊，但仍無法與芬軍同性質單位相抗衡，根據芬軍野戰將領的說法，蘇軍的雪橇品質低劣，除了拿來當柴燒外別無他用。再者，蘇軍缺乏可維持室內常溫的過冬帳篷，許多人因而必須睡在臨時搭建的遮蔽物中。史達林派遣去部隊也是不適合冬季作戰、多數屬於蘇聯南方領土徵召來的士兵，如吉爾吉斯、烏茲別克、土庫曼、塔吉克、亞塞拜然和亞美尼亞，故鄉都是在陽光充足的地方，一年裡根本沒下過幾次雪，而且他們也不懂俄文，有種說法是，鑑於蘇聯立國時國內的少數民族起而反叛，故史達林選擇這些「損失也不值得惋惜」的部隊來投入芬蘭戰場。
拉多加卡累利阿北至佩察莫一線的所有戰鬥中，芬軍皆採用游擊戰術，對於蘇軍縱隊則採用「柴堆」戰術殲滅之，此名源自芬蘭人一般伐木將其堆積起來的狀態，依芬軍野戰教範指出分成三階段：一，偵查並誘使敵人陷入一個封閉的戰地區域；二，於蘇軍縱隊之間透過間斷、迅速地攻擊的方式將其分開、孤立化；三，逐次消滅被包圍的小型「柴堆」，從最弱者開始攻擊，較強者在芬軍尚未擊破前會因為飢餓與寒冷逐漸失去戰鬥力。「柴堆」戰術令芬軍將龐大的蘇軍部隊切割，可集中自軍兵力從多面方向攻擊，將其各個擊破，此外因為芬軍反覆出擊偵查、從各個方向發動攻擊、根據蘇軍的反應決定下一步，使蘇軍無法預料到芬軍隨時將會從哪個方向展開進攻，對其實際戰力也往往高估，再加上黑夜與森林提供芬軍良好的隱蔽性，芬軍得以一再襲擊蘇軍，特別是破壞他們的野戰廚房、帳篷和於後方埋設地雷，導致蘇軍的士氣降低、恐懼升高和增加衛戍部隊，嚴寒更使得受襲或被包圍的蘇軍部隊的生存條件更加惡劣，且蘇聯官方宣傳芬軍將會把俘虜折磨至死，故被圍蘇軍也不願投降。
截至1939年12月底，蘇軍已付出11,676人陣亡、5,965人失蹤、35,800人因戰鬥受傷、1,164人內出血、493人燒傷、5,725人凍傷，共計69,986人傷亡的代價。然而芬蘭方面無論是物資還是人力都也陷入緊繃，在人數370萬人的國家中動員了35萬餘男性和84,000名女性用於進行軍事動員，國內經濟實際上已陷入麻痺狀態，裝備同樣嚴重不足，特別是缺少迫擊砲的砲彈，因此芬蘭一邊對外宣稱戰果、請求援助，一邊對內要求節省物資，同時也多次希望與蘇聯重新談判，但後者一直未給予回應。1940年1月，芬蘭共產黨人、女權主義作家海拉·沃里約基聯繫芬蘭政府，她已透過蘇聯駐瑞典大使亞歷山大·柯倫泰和莫斯科取得聯絡，隨後便前往斯德哥爾摩與該人會面。不久，莫洛托夫決定重新承認呂蒂-坦纳政府的合法性，並廢除其扶持傀儡政權——「特里約基政府」。
| 彈種            | 開戰時儲備量 | 12月的消耗量 | 消耗比重 |
| 步槍（百萬發）  | 156.2        | 25           | 16.0     |
| 機槍（百萬發）  | 21.9         | 3            | 13.6     |
| 反戰車砲（發）  | 32000        | 10543        | 32.9     |
| 迫擊砲（發）    | 100842       | 68504        | 67.9     |
| 76公釐砲（發）  | 205808       | 107884       | 52.4     |
| 107公釐砲（發） | 5139         | 1508         | 29.3     |
| 122公釐砲（發） | 43487        | 11281        | 25.9     |
| 150公釐砲（發） | 6000         | 1780         | 7.7      |
| 155公釐砲（發） | 16944        | 1780         | 7.7      |

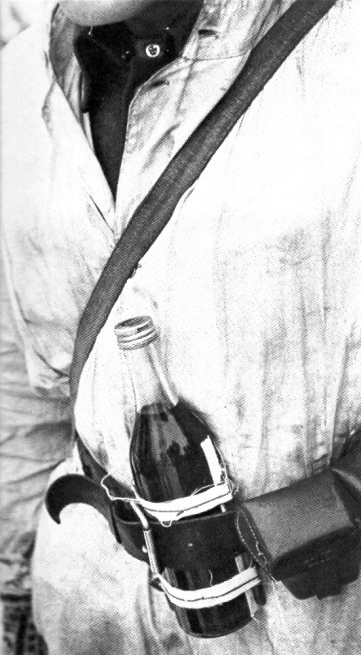
一名配有「莫洛托夫雞尾酒」的芬軍士兵，這種簡易的燃燒瓶武器不僅製造容易，亦可彌補芬軍反戰車武器不僅數量少、移動也不方便的窘境，芬軍用它對付蘇軍戰車成果頗豐。
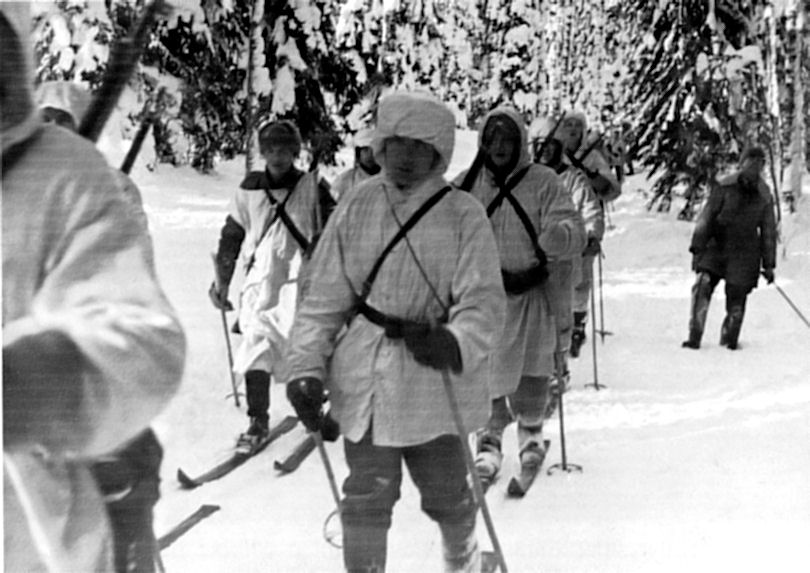
背著步槍、身著白色雪衣和滑雪板的芬軍士兵，與配有重型武器的蘇軍不同，芬軍無須倚賴道路才能行進，可以滑雪的方式一再靈活地襲擊和騷擾蘇軍的後方。
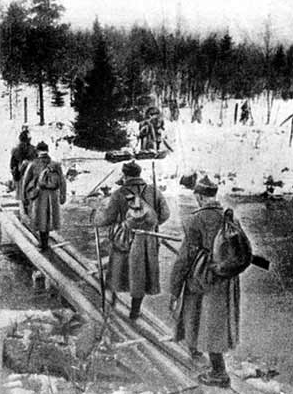
1939年11月30日，正在橫渡卡累利阿地峽裡的河川的蘇軍步槍兵。蘇軍在入侵芬蘭的第一階段中經常是身著棕黑色外衣，在靄靄白雪上成了芬軍狙擊手極容易發現的目標。

### 第二階段（1940年1月至3月13日）

#### 蘇軍指揮易人與改變戰法

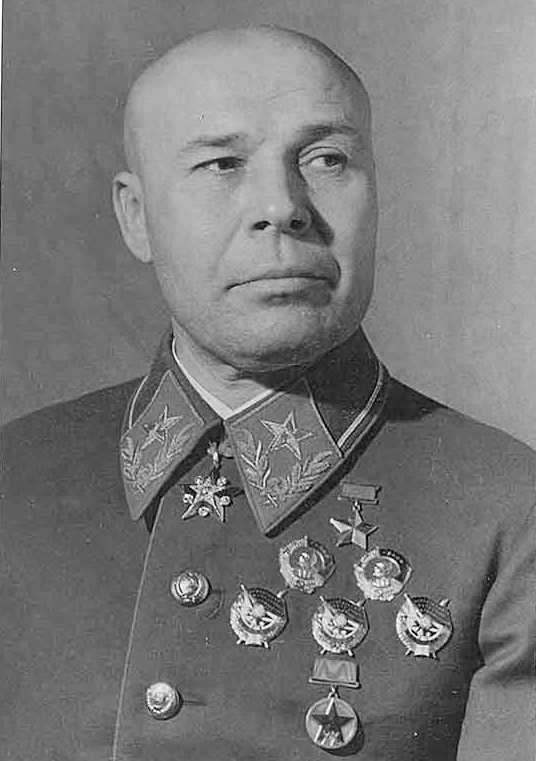
謝苗·康斯坦丁諾維奇·鐵木辛哥，為最終擊敗芬蘭的關鍵人物。1940年5月取代了伏羅希洛夫任蘇聯國防人民委員，並推行諸多現代化改革。

時至12月底，史達林對於遲遲無法解決芬蘭的戰事而感到不滿，他在克里姆林宮狠狠訓斥了梅列茨科夫與其幕僚，尤其是卡累利阿的蘇軍發動的第三波攻勢又被芬軍擋了下來更使他憤怒。12月28日，國防委員會下令卡累利阿地峽的蘇軍暫時轉入防禦態勢。在克里姆林宮的檢討會議上，史達林聽取總參謀部對於第7軍團攻勢的檢討報告，後者認為列寧格勒軍區對於「曼納海姆防線」的調查不夠徹底、部隊指揮鬆散且部隊在多兵種聯合進行突破作戰上的訓練不足，致使無法對敵軍防務施行迅速的進攻，列寧格勒軍區的廣正面攻擊才因而失敗。1939年12月9日，梅列茨科夫交出了對芬戰爭的指揮權給蘇聯最高統帥部，直接由伏羅希洛夫、尼古拉·庫茲涅佐夫、史達林和沙波什尼科夫等人指揮。
史達林放棄了現時的計畫，改用6個月前沙波什尼科夫所擬定、蘇軍將會集中壓倒性的火力去攻擊窄正面的芬軍防線之方案。不單是戰法需要作調整，人事上史達林也決定創建方面軍單位——「西北方面軍」來統籌地峽上的進攻，成了史達林和各軍團司令之間的指揮者。會上史達林在徵求志願者時，基輔特別軍區司令謝苗·康斯坦丁諾維奇·鐵木辛哥表示願意，條件是可以使用沙波什尼科夫的計畫中列入的所有資源。鐵木辛哥以做事有條理、紀律嚴謹著稱，同時也是圖哈切夫斯基等人主張機動戰的反對者，他更偏好也更擅長進行集中火力的正攻法，對於在「曼納海姆防線」和卡累利阿地峽上的遲滯不前的蘇軍來說，鐵木辛哥是新建方面軍司令的不二人選。1月7日，國防人民委員會正式通知列寧格勒軍區將戰略指揮權轉交給西北方面軍，而原列寧格勒軍區總司令、對芬戰爭總司令的梅列茨科夫則降為第7軍團司令。
史達林為鐵木辛哥安排的中央政治局委員葉費姆·阿法納什維奇·什加登科來協助挑選所有軍區的優秀部隊，並轉至增援地峽上的第7和第13軍團，日丹諾夫也擔任後者的政委，改善與集中鐵路、電信和道路系統，提高列寧格勒的軍備生產與動員能力。戰法上，鐵木辛哥檢討近期的戰鬥經驗、調整戰術原則、規劃部隊的新式訓練體制、改善諸兵種聯合作戰能力，同時，他也著手處理蘇軍指揮官一再強調的氣候問題，統整在卡累利阿地峽作戰時蘇軍遭遇到的各個問題，製作「曼納海姆防線」的模型來研究突破手段。因為上述的備戰，蘇軍在整個一月裡都沒有採取什麼真正的大規模進攻行動，但仍以第7、第8、第13軍團和蘇聯空軍轟炸機持續砲轟、航空偵查和威力偵查來保持對芬軍的壓力，僅轟炸機就對「曼納海姆防線」轟炸了4,817架次。

#### 突破「曼納海姆防線」至戰爭結束

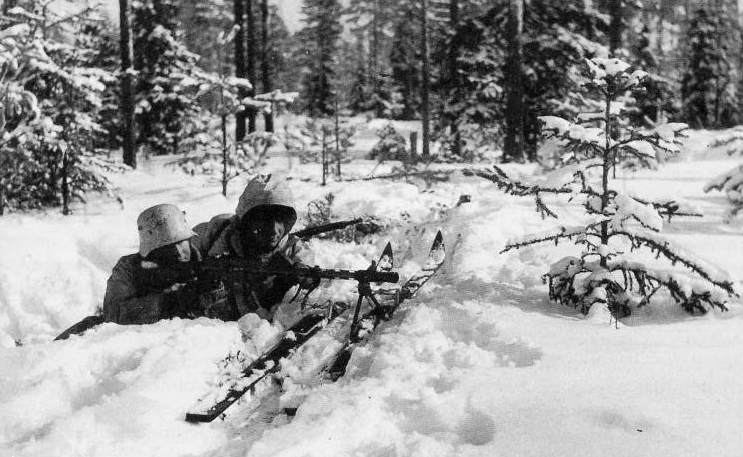
1940年，防守维普里的芬蘭機槍兵。

梅列茨科夫指揮第7軍團集中75％的兵力攻擊「曼納海姆防線」上泰帕莱與姆納蘇沼澤之間僅16公里的窄正面，使用的戰術相當基本：以裝甲部隊作為楔子突破，再以大量步兵與車輛進行突擊。為此，蘇軍先是調查芬軍前線工事作準備，再集中大量新戰車與砲兵於該戰區，軍隊自10個師增至25到26個師、6至7個戰車旅和數個獨立戰車排，總兵力達600,000人。2月1日，蘇軍進一步增強了砲擊和空中轟炸的火力、發動大規模攻勢，在頭24小時的彈幕轟炸裡向芬軍防線傾瀉了30萬發砲彈。原先，芬軍在白天躲進遮蔽物中，再於夜間出來修復被破壞的掩體，但蘇軍這次將砲擊時間拉得很長，一再摧毀和消耗芬軍的防禦工事，很快即令後者在塹壕戰間損失了超過3,000名兵員，另外蘇軍還施以一到兩個連的小規模步兵突擊戰術輔助其攻勢。芬軍卻因為彈藥不足，其砲兵不得不在蘇軍發動直接具威脅性的地面攻擊時才能開火射擊，作戰受到嚴重的限制。
儘管蘇軍已在戰術力求精進、士氣也有所提高，其將領在心理上仍是能接受付出大量傷亡的代價來取得某些目標。蘇軍的攻擊雖然有煙霧、重砲和裝甲兵的支援，但步兵衝鋒仍是在開闊地以密集隊形進行。有別於12月時的戰術，蘇軍這次發動進攻時投入的戰車數量少的多，且有著步兵保護，芬軍無法輕易將其摧毀。經過連續10天日以繼夜的砲轟後，蘇軍終於在地峽西側的苏马取得了突破。2月11日，蘇軍佈署了約46萬人、超過3,350門火砲、約3,000輛戰車和約1,300架飛機於地峽，他們在突破芬軍防線後仍持續不停地增援部隊。與其對陣的是芬軍的8個師，總計15萬人的部隊。芬軍一個個師都在蘇軍的強烈攻擊下陸續撤退，到了2月15日，曼納海姆下令第2軍向中間防線進行總撤退。地峽東部方面，芬軍仍持續抵抗並擊退蘇軍的進攻。

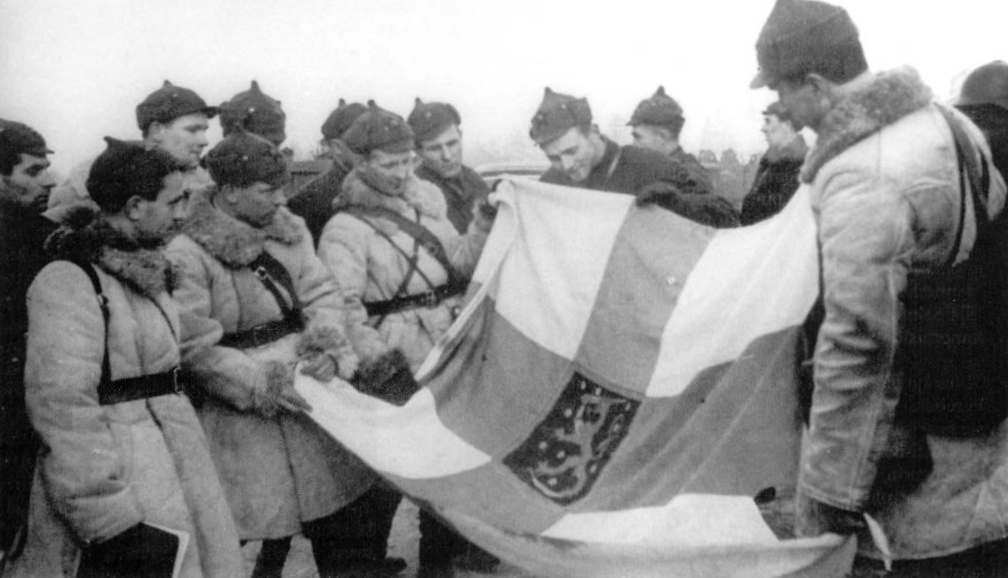
1940年，繳獲芬軍國旗的蘇軍士兵，注意他們身上已換上白色的雪地迷彩裝。

此時的芬軍已明顯筋疲力盡，而此時蘇聯在軍事上傷亡慘重、政治上又極為尷尬，英法也極可能介入戰爭，加上隨著春季即將到來，蘇軍將可能被迫在融雪後滿佈泥濘的森林中作戰。芬蘭外長坦纳於2月12日抵達斯德哥爾摩，透過瑞典方面與蘇聯談和。無論是德國還是瑞典，兩者都希望冬季戰爭迅速落幕，前者擔憂瑞典一旦允許盟軍通過其領土，鐵礦石的來源將會受到威脅。德軍也因此早有準備了名為「北方研究」（Studie Nord）的斯堪地那維亞國家進攻計畫，該計畫即後來德軍進攻丹麥與挪威的「威瑟演習作戰」之原型。芬蘭政府對於蘇聯提出的嚴苛條件猶豫不決，而瑞典國王古斯塔夫五世則在2月19日公開宣佈瑞典軍方不再會給予芬蘭任何援助。2月25日，蘇聯代表交付和平協議中的詳細內容，29日，芬蘭方面表示原則上同意蘇聯之要求，願意參加談判。
3月5日，蘇軍再度挺進了「曼納海姆防線」後方10至15公里，並攻進了维普里的郊區，同時也在維堡灣西方建立了一座灘頭堡。芬軍於當天提出停戰的建議，但蘇方因為想繼續對芬蘭政府施加壓力而在隔天表示拒絕。3月7日，芬蘭和平代表團從斯德哥爾摩抵達了莫斯科。蘇方憑著自己在軍事形勢上的有利而採取強硬的姿態，提出了更為嚴苛的條件。3月9日，卡累利阿地峽的芬軍已是傷亡慘重、砲彈已打光、武器也消耗殆盡。芬蘭政府也理解到挪威與瑞典不會開放領土供英法軍隊通過，故無法寄望於後者的軍事援助，最終選擇接受了蘇聯方面的條件。3月12日，蘇芬代表於莫斯科正式簽訂和約，於列寧格勒正午時間、赫爾辛基早上11點停火。

### 空戰

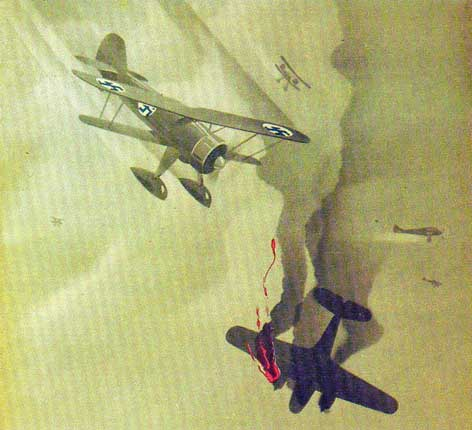
一幅描繪冬季戰爭空戰中，芬軍戰鬥機擊落蘇聯飛機的宣傳畫。

蘇聯空軍在整場戰爭中都緊握着制空權，但表現遠不如預期。由於芬蘭本身並無什麼有價值的目標可供蘇軍進行戰略轟炸，故在物質上幾乎沒有什麼重大損失，往往蘇軍選擇攻擊價值很低的小村莊兵站，芬蘭國內也沒有幾條現代化的高速公路，因此其鐵路系統成了轟炸的主要目標。鐵路被炸斷了幾千次，但芬軍很容易就將其修復，且常常是幾小時內恢復通車。後來蘇聯空軍吸取教訓，到了2月下旬學會了施行更有效的戰術。
蘇軍對芬蘭最大規模的轟炸為開戰首日對首都赫爾辛基的空襲行動，但此後該城僅有少數幾次被轟炸，交戰期間她總共被轟炸了8次，被扔下了350枚炸彈，造成了97人死亡以及260人受傷，55棟建物被摧毀。儘管依據蘇軍紀錄顯示，其於516處進行了總數為2075次的轟炸行動，但造成的損害僅為芬蘭5％人時產量，和造成957人的死亡。以蘇軍在卡累利阿戰線一帶的主要目標城市—维普里來說，就承受了蘇聯空軍近12,000枚的炸彈攻擊。蘇聯報紙與電台也不提及任何關於其空軍轟炸了平民目標的事件。1940年1月，隸屬蘇聯中央的《真理报》仍繼續強調芬蘭平民沒被蘇軍所攻擊，甚至連相關的意外都未曾發生過。
戰爭爆發之初，芬軍僅有一支規模很小的空軍，只有114架飛機可供作戰之用。芬蘭空軍可執行的任務相當有限，主要是以戰鬥機擊退蘇聯轟炸機為主，除了轟炸外，蘇軍也常以此方式進行偵查。受限於機體老式和數量不足之故，芬蘭空軍無力支援地面部隊作戰。儘管有所損失，芬蘭空軍的飛機數量在戰爭結束之際增長了50％，多在1940年1月時抵達芬蘭。
芬軍飛行員常開著機型多樣的戰鬥機衝入數量10倍、甚至是20倍的蘇軍編隊，以寡擊眾，冬季戰爭中蘇軍一共損失了261至521架飛機（根據資料來源略有不同），其中207架為被芬軍戰鬥機擊落，芬軍防空砲兵還打下了為數314至444架的蘇軍飛機，蘇軍共在戰爭中出動了約44,000架次的飛機。芬軍則在冬季戰爭中損失62架飛機。

### 海戰

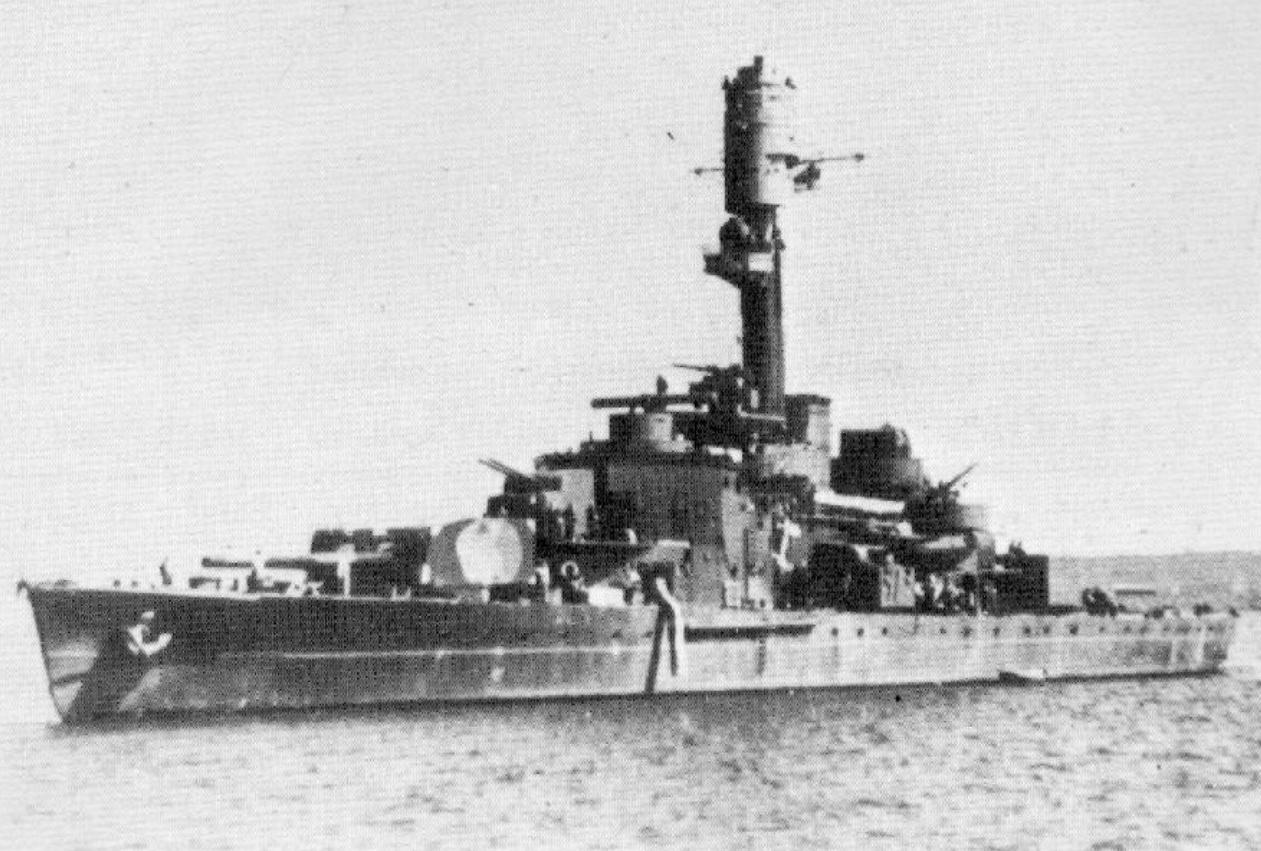
芬蘭海軍最大的軍艦——岸防戰艦「万奈摩宁号」

冬季戰爭期間，海上行動非常少。波羅的海自12月末開始結冰，軍艦幾乎無法動彈，到了冬季中期就只剩破冰船和潛艇能夠行動。除了氣候因素外，還有蘇聯海軍本身的特質影響所致，蘇軍「波羅的海艦隊」基本上是一支近岸防禦型海軍，缺乏足夠的訓練、後勤體制和陸基飛機來執行此類的大規模行動。此時的波羅的海艦隊共有兩艘戰鬥艦、一艘重巡洋艦、約20艘驅逐艦和50艘魚雷艇、52艘潛艇和其他各式船艦，使用的基地為帕爾迪斯基、塔林和利耶帕亚。芬蘭海軍同樣也是一支岸防型海軍，由兩艘岸防戰艦、5艘潛艇、4艘砲艇、7艘魚雷艇、1艘布雷艇和6艘布雷艦所組成。那兩艘岸防戰艦——「伊爾瑪利寧號」與「萬奈摩寧號」被轉移到圖爾庫，增強當地的防空火力。除了用作近岸防禦外，芬蘭海軍也肩負保護奧蘭島和於波羅的海航行的本國商船之任務。除了海上戰鬥外，蘇聯空軍也對芬蘭船隻展開轟炸與布雷在其航路上，但成效甚少，整場戰爭裡芬蘭共26艘的商船隊僅損失4艘。
除了仰賴其海軍，芬蘭岸防砲兵也擔起保衛重要港口與海軍基地的職務。芬蘭的大部分岸防砲都是自帝俄統治時期留下的，其中以152公釐口徑者最多。此外，芬軍還嘗試將老式火砲進行現代化，還安裝了幾座新砲塔，其中最大者達305公釐口徑，原預計與愛沙尼亞一同合作，封鎖蘇聯駛往芬蘭灣的航路。岸防砲兵對地面戰事較有影響，常與陸軍砲兵進行協同防禦，特別是阻止蘇軍兩棲部隊從芬蘭南部登陸。地峽東側的薩科拉、拉多加湖東北岸的曼齊島與地峽西南岸的普里莫爾斯克上的要塞砲也為初期的戰鬥做出了相當的貢獻。

## 英法欲介入北歐戰事
法國是最早在冬季戰爭中支持芬蘭的國家之一，一方面認為這是削弱德國的主要盟友的好機會，另一方面是這可將歐洲的戰爭遠離法國本土到芬蘭去，同時該國也計畫重武裝流亡於西方的波蘭軍隊，將其送至佩察莫。法國還曾想過與土耳其合作，對蘇聯高加索的油田發動大規模的空襲。12月19日，法國總理愛德華·達拉第向法軍參謀本部與英國戰時內閣介紹了他將在瑞典鐵礦石場與芬蘭戰事中建立聯繫的計畫。
英國與法國不同，著眼於切斷供應納粹德國40％需求量的瑞典鐵礦石來源、削弱納粹德國的戰爭機器能力。早於1939年9月18日，海軍上將雷金納德·賓吉就曾提出這個構想，而隔天第一海軍大臣溫斯頓·邱吉爾就在內閣會議上提出此計畫。12月11日，邱吉爾提出英國應以幫助芬蘭人為目的介入斯堪地那維亞，但不要與蘇聯交戰。由於德國對瑞典鐵礦石的依賴，希特勒曾於12月明確行文地警告瑞典政府，德國政府承認瑞典政府的中立，但只要有任何一名同盟國士兵進入瑞典境內，那麼德國將不承認瑞典的中立，德軍就會立即出兵瑞典。
12月20日，英法兩國於倫敦召開軍事協調委員會，兩天後，法軍提出了它的計畫。12月27日，英法最高戰爭理事會向挪威與瑞典提出一份慫恿他們去幫助芬蘭，且盟軍將會提供支持的照會，但兩國均於1940年1月5日表示拒絕。同盟國只得提出新計畫，引用國聯大會的決議作理由，要求挪威與瑞典提供過境。英法遠征部隊將會於那維克下錨，並搭乘鐵路到芬蘭去，途中會經過瑞典的鐵礦石場，但兩國在6天後再度表示拒絕。
1月29日，盟軍再提出新計畫。首先，芬蘭將提出正式的援助請求，接著盟軍將會要求挪威和瑞典允許其「志願軍」通過兩國領土，最後，為使補給線免受德國威脅，盟軍將會派出額外的部隊登陸納姆索斯、特隆赫姆與卑爾根。此一作戰將需要100,000名英軍與35,000名法軍以及海空支援，補給運輸船隊將於3月12日出發，而登陸行動將在3月20日展開。然而芬蘭最終於3月20日與蘇聯談和，英法兩國的國際威信因而受到重挫，達拉第政府的軍事援助承諾以及對於冬季戰爭的關注被大幅渲染，致使當法國一事無成、戰爭結束後不久，達拉第內閣即垮台了，英國政府同樣也是歷經60天是否援助芬蘭的爭論卻苦無成果，按照邱吉爾的說法，這導致芬蘭投降後令英國上下對戰爭感到無力感。

## 外國的支援
由於歐洲當時英法兩國和德國呈宣而不戰的「假戰」狀態，故公眾的注意力皆放到了冬季戰爭上，並一面倒地認為蘇聯為侵略者、同情芬蘭，進而使世界各地有不少志願軍前往芬蘭加入對蘇作戰，包括法西斯義大利（150人，視冬季戰爭為「反布爾什維克戰爭」）和匈牙利等非民主的國家，其中最多的是來自鄰國瑞典，整場戰爭裡共有8,760人的瑞典志願軍參加戰鬥，提供芬軍第19航空團（裝備格鬥士式戰鬥機）、裝備波佛斯40公釐的防空砲營來提昇芬蘭北部圖爾庫的防禦。瑞典志願軍僅參加1940年2月底為時兩週的戰鬥，僅28人陣亡。挪威（727人）、丹麥（1,010人）的志願軍也在戰爭最後一週參加了北方戰線的薩拉防禦戰。另外還有數量不詳的愛沙尼亞、350名芬裔美國人（由克米特·罗斯福指揮）和210名來自各地國家的志願者於戰爭結束前來到芬蘭助戰。芬蘭總計受到約12,000名志願軍的幫助，其中有50人陣亡。
除了志願軍外，亦有國家政府提供芬蘭各種官方幫助，如美國撥給芬蘭3,000萬美金的貸款，但僅限於購買民生物資，且隔年2月才被美國國會批准。英法和瑞典也援助了500架飛機、75門反戰車砲和大量的彈藥與其他物資。

## 傷亡與損失

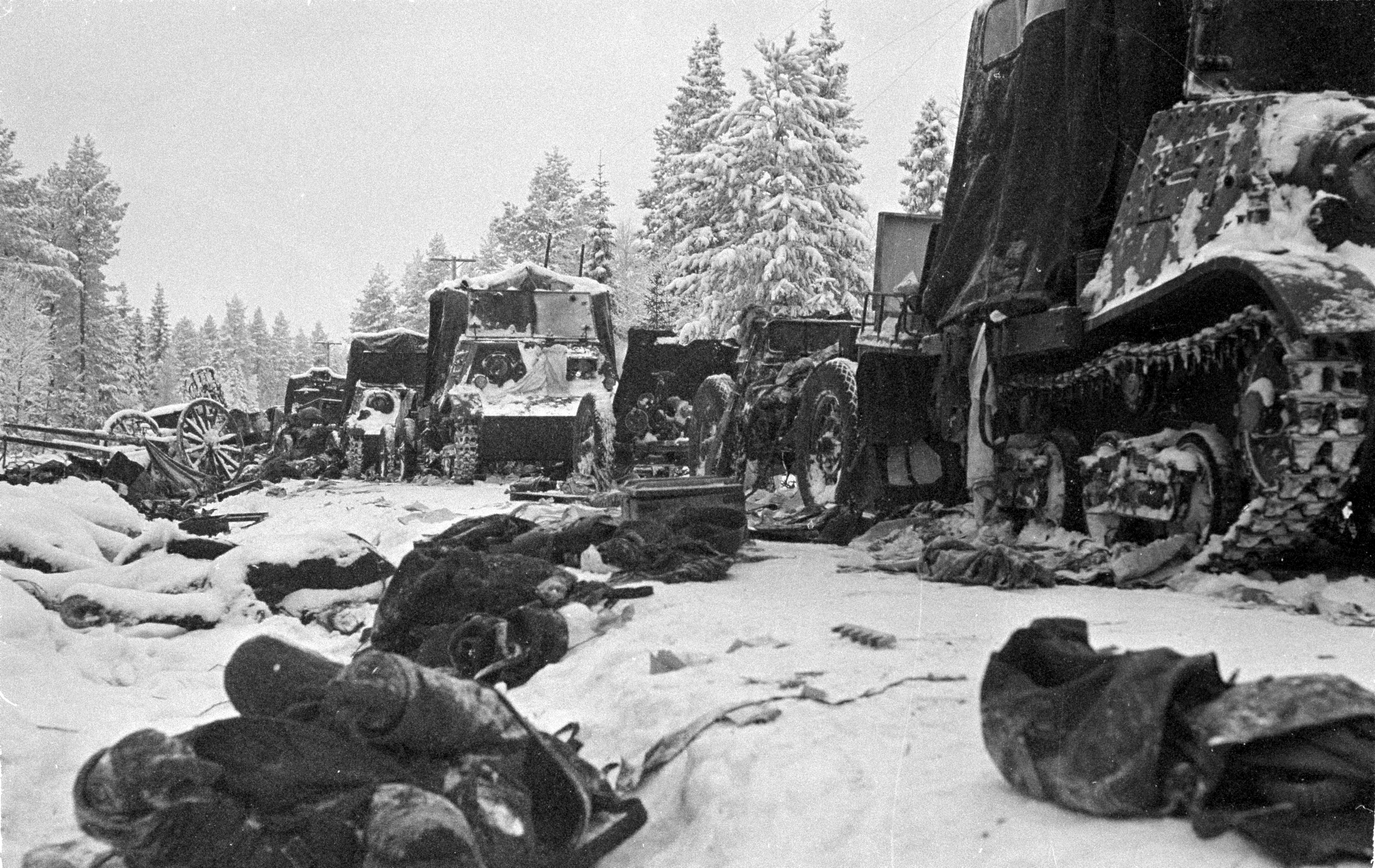
拉泰路戰役後留下的蘇軍屍體與其裝備。

一般估計芬軍約有26,000人陣亡和43,500人受傷，而英國歷史學家馬克斯·黑斯廷斯則認為芬軍應有48,243人陣亡與失蹤，另一份資料羅列其細則為死亡埋葬者16,766人、因傷死亡者3,089人、死亡未埋藏者、後被宣告死亡者3,503人、失蹤而宣告死亡者1,712人、被俘而死者20人，因其他原因（病、意外、自殺）者則有677人、不明原因者則有137人。日本歷史學家梅本弘則認為芬軍共戰死21,396人、1,434人失蹤、43,557人受傷、損失野戰砲72門、反戰車砲79門、迫擊砲29門、輕機槍488挺、重機槍467挺，另有29名平民死亡。戰後，蘇聯遣返了847名芬軍士兵，根據芬蘭與蘇聯的學者估計，芬軍於冬季戰爭中被俘者總數約800到1,100人，有10到20人死亡。
關於蘇聯真實傷亡存在許多不同的估計，莫洛托夫曾宣稱蘇軍共有48,745人陣亡、158,863人受傷，而芬軍則有60,000人陣亡、250,000人受傷。前蘇聯最高領導人尼基塔·謝爾蓋耶維奇·赫魯雪夫則在其回憶錄中誇張地宣稱「損失了上百萬人」。曼納海姆則估計蘇軍共有20萬人陣亡。蘇聯軍事歷史學家格里戈里·費多托維奇·克里夫施耶夫上將則主張有126,875人陣亡與失蹤、總傷亡人數則有391,783人；尤里·基林則在1999年主張有63,990人陣亡、總傷亡人數為271,528人；2007年，基林修正該數據，將死亡人數更正為134,000人。戰車方面，蘇聯官方的數據為611輛戰車損傷，但基林提出了一份蘇聯總參謀長沙波什尼科夫的備忘錄，報告蘇軍有3,543輛戰車受損，另有316輛被毀。根據芬蘭歷史學家奧赫托·曼尼寧的資料，蘇聯第7軍團在冬季中期突破「曼納海姆防線」時即損失了1,244輛戰車。冬季戰爭結束後，芬軍估計蘇聯損失的戰車數在1,000到1,200之間。空軍的損失則見上節。
蘇聯解體後，俄羅斯公佈其冬季戰爭中的傷亡數據，蘇軍共71,214人陣亡、失蹤39,369人、因傷與生病而住院死亡者16,292人、受傷188,671人、凍傷17,867人、患病58,370人，共計391,783人，除去其中16,292人重複計算，蘇軍總傷亡為375,491人，另有5,600人被芬軍俘虜。戰車與裝甲車被破壞及被芬軍捕獲約1,600輛，共計有21輛裝甲車、42輛兩棲戰車、34輛T-26戰車、2輛T-28戰車、6輛火焰噴射戰車、62輛克西摩雷式裝甲火砲牽引車、12架戰鬥機、10架轟炸機、138門各式火砲、100門反戰車砲、78門迫擊砲、3,877挺輕機槍、910門重機槍、4,482把手槍被芬蘭軍繳獲，於後來的戰事中使用（見下節）。
被芬軍俘虜的5,000餘人後來被遣送回蘇聯後被內務人民委員部逮捕，共500人被判處死刑、354人被處以5到8年的監禁與強制勞動。

## 影响

### 政治上的影響

#### 《莫斯科和平協定》與芬蘭的後續發展
1940年3月12日，蘇芬簽署《莫斯科和平協定》，並於第二天起生效。芬蘭割讓卡累利阿上的整個地峽區域以及拉多加湖以北的大片土地給蘇聯，包括芬蘭第二大城维普里、芬蘭的大部分工業區以及幾處戰爭結束時芬軍仍把守著的領土。除了卡累利阿外，芬蘭還被迫割讓薩拉、雷巴奇半島、芬蘭灣的4座島嶼和租借漢科半島給蘇聯30年，而在戰爭期間一度被蘇軍佔領的佩察莫則根據該協定交回給芬蘭。總計下來，芬蘭一共失去了戰前11％的領土、30％的經濟資產、12％的人口，其中有45萬名卡累利阿的居民不願生活於蘇聯的統治下，因此離開自己原本的家園遷入芬蘭，成為政府必須重新安置的難民。新國境令芬蘭在國防上也變得極為惡劣，割出了卡累利阿地峽使蘇軍得以從漫長國境上發揮數量優勢進攻芬蘭，人數少的芬軍要防守反而是變得相當困難、擁有強大海軍實力的蘇軍也可以透過海路來派遣大部隊增援租借中的漢科半島，蘇軍也可以經由列寧格勒—维普里—漢科的鐵路快速調動部隊，避開芬蘭南部的海岸砲兵，直接威脅芬蘭的大後方。
為期105天的冬季戰爭對芬蘭這個國家產生了深遠的影響，儘管避免了被蘇聯全面佔領或征服的結局，但仍必須承受嚴苛的《莫斯科和平協定》以及國家在人力物資上的巨大損失，原先芬蘭寄望的西歐國家在冬季戰爭期間猶豫不絕，之後又因為德軍發動攻擊，使法國、比利時、荷蘭、挪威、丹麥紛紛投降，更不可能從他們身上取得援助，芬蘭的國際情勢更為孤立。再加上，蘇聯對芬蘭持續施加壓力，包括在其國內扶持攻擊政府的親蘇團體、要求更多的礦產開採權、介入與第三國瑞典相關的奧蘭群島防務和干涉芬蘭內政。1940年6月至8月，蘇軍出兵佔領和芬蘭人具有血緣親戚關係的愛沙尼亞，也使芬蘭人對蘇聯懷有著陰影。面對蘇聯的壓力，芬蘭的反應是進行了大規模的擴軍，國防預算上升到了國家預算45％的比重，役男服役延長為2年、訓練冬季戰爭時未能上場的10萬後備部隊、修築新國境線上的工事、裝備新式與現代化武器（特別是戰爭期間繳獲的大量蘇軍戰車），大幅提昇了國防軍的戰力。
另一方面，冬季戰爭後德國對芬蘭的看法有所改變，一改戰爭期間對後者的冷淡態度，釋放了其所扣押的援芬物資，還在1940年8月以武器交易的方式換取了芬蘭允許駐於挪威的德軍部隊通過該國領土返國。不久後，德軍計畫了「巴巴羅薩作戰」來進攻蘇聯，欲將芬蘭拉入反蘇陣營中，於是在1940年10月持續密會和試探性地詢問芬蘭軍方。1940年12月底，德國陸軍參謀長哈爾德將軍才首度正式地告知芬蘭德軍即將進攻蘇聯的意圖，而芬蘭方面所秉持的方針是若蘇聯的反應為攻擊自己，芬軍將不得不與德軍一同進攻蘇聯。1941年6月22日，德軍對蘇聯展開全面進攻，當天芬蘭並未被戰火波及。然而由於德軍直接從芬蘭境內起飛轟炸機、對摩爾曼斯克發動攻擊和芬蘭海軍於芬蘭灣內佈雷，蘇聯因此確認了芬蘭的立場，於6月25日對後者的主要都市進行轟炸，芬蘭因而對其宣戰，並將戰爭目標設為奪回冬季戰爭中失去的領土。此一新的戰爭被芬蘭方面稱作「繼續戰爭」，即冬季戰爭的延伸，而從冬季戰爭結束後到「繼續戰爭」爆發的這15個月時間則被稱作「臨時和平」時期。

#### 蘇聯在冬季戰爭的歷史爭議點

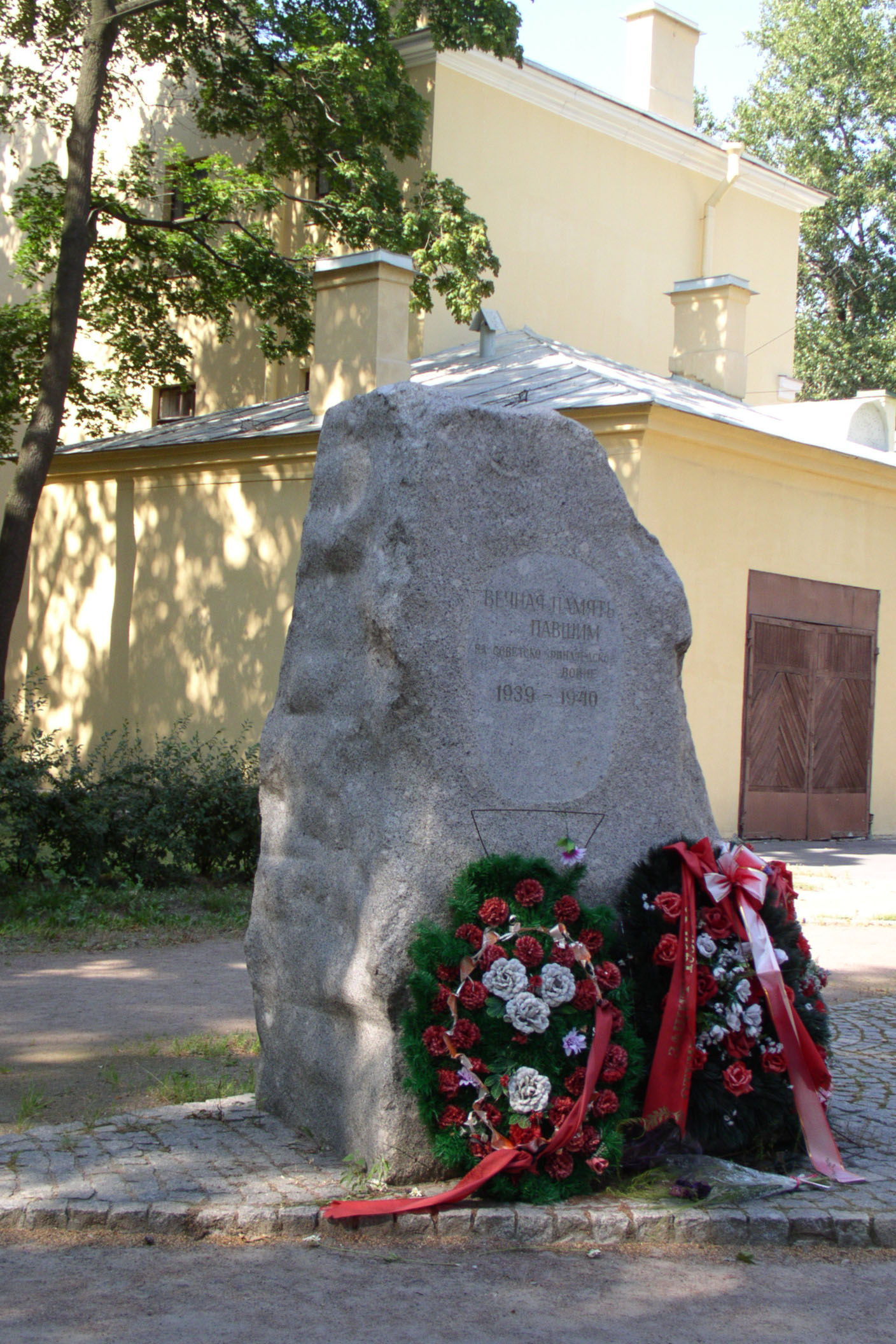
立於俄羅斯聖彼得堡的冬季戰爭紀念碑。

在冬季戰爭至1980年代由米哈伊爾·謝爾蓋耶維奇·戈巴契夫主導「開放政策」期間，蘇聯史學界一直單方面地傾向於莫洛托夫在1939年11月29日的廣播中發表的觀點，他表示蘇聯已試著兩個月的談判手段來確保列寧格勒的安危，芬蘭卻採取了敵對立場以「取悅外國的帝國主義份子」。在芬蘭進行軍事挑釁後，蘇聯即不再維持互不侵犯條約的立場。莫洛托夫還聲稱蘇聯並未想佔領或吞併芬蘭，僅僅是要保護列寧格勒而已。另一個同樣常被親蘇歷史學家引用的是莫洛托夫於1940年3月29日在最高蘇維埃發表的演說內容，他指責西方國家挑起這場戰爭，並以芬蘭為代理來攻打蘇聯，西方盟國還想拉攏中立的瑞典和挪威加入，故這場戰爭的「主事者」應為英法兩國，另外瑞典、美國、義大利等給予芬蘭大量物資、金錢和人員者亦為其同路人。根據莫洛托夫的說法，蘇聯的要求是相當寬大仁慈的，列寧格勒的安全問題也獲得了解決。有種假設是，芬蘭若在戰前接受了蘇聯的條件，冬季戰爭究竟是否會發生？該問題成了歷史學家長期的爭議點，一方面是芬蘭是否會和接受了蘇聯設置國內軍事基地和簽訂互助條約、卻在一年後被吞併的波羅的海國家有相同的結果？另一方面，在蘇聯解體後，又沒有在蘇聯官方檔案庫中找到關於史達林企圖吞併整個芬蘭的相關文件。
隨著政治環境的變化，蘇聯的歷史學者對於冬季戰爭之所以爆發的解讀也有所不同，最早即是提出要幫助受資產階級壓迫的芬蘭工人，後來此一說法於1939年底放棄；第二種說法則是在英法欲介入戰爭時所提出，認為芬蘭早就準備好要給「帝國主義國家」作跳板來從事反蘇戰爭。納粹德國進攻蘇聯後，蘇聯又再將冬季戰爭描述為德國在幕後指使、芬蘭與其早已為戰爭籌劃多年。時至冷戰，蘇聯史學界又將引發冬季戰爭的主謀轉為美國、英國和法國等西方國家，並提出「曼納海姆防線」的建設基金來自上述國家，而芬蘭也正準備和任何軍事同盟一起進攻蘇聯。隨著蘇聯在1980年代後期開始進行思想上的開放後，對於冬季戰爭也有了更多元的解讀。1989年，歷史作家米哈伊爾·塞米耶格（Mikhail Semiryaga）即投稿了一份文章，揭示了這場戰爭並非其長期宣傳的邊境衝突，而是一場真正的戰爭（這是蘇聯史學界首次提出的此一觀點的著作），他還表示蘇軍當時並非僅想保衛列寧格勒，而是打算征服芬蘭全境的意圖。
1990年代至2000年後，俄羅斯開放檔案館，其史學界進入轉換的過渡期，然而受限於語言因素，大多數俄國作家都沒有引用或參考芬蘭方面的資料。前蘇聯官員對冬季戰爭的解讀也逐漸有所不同，前蘇聯克格勃情報官員維克多·米哈伊洛維奇·弗拉迪米洛夫在1995年的著作《通向冬季戰爭》（Kohti talvisotaa）一書中承認迈尼拉砲擊一事為蘇聯所為，但堅持認為芬蘭深受德國的影響，確實存有進攻蘇聯的計畫，因此確保列寧格勒安全的冬季戰爭是必要的。俄羅斯聯邦總統鮑利斯·尼古拉耶維奇·葉爾辛將蘇聯從芬蘭取得的卡累利阿領土比作是「史達林的極權主義政治」的產物，而葉爾辛總統的繼任者——弗拉基米爾·弗拉基米羅維奇·普丁，則稱冬季戰爭是史達林要修正1917年布爾什維克革命的錯誤之結果，並表示應設立紀念碑給冬季戰爭中陣亡的紅軍戰士。

### 軍事上的影響

#### 蘇聯對「曼納海姆防線」的宣傳

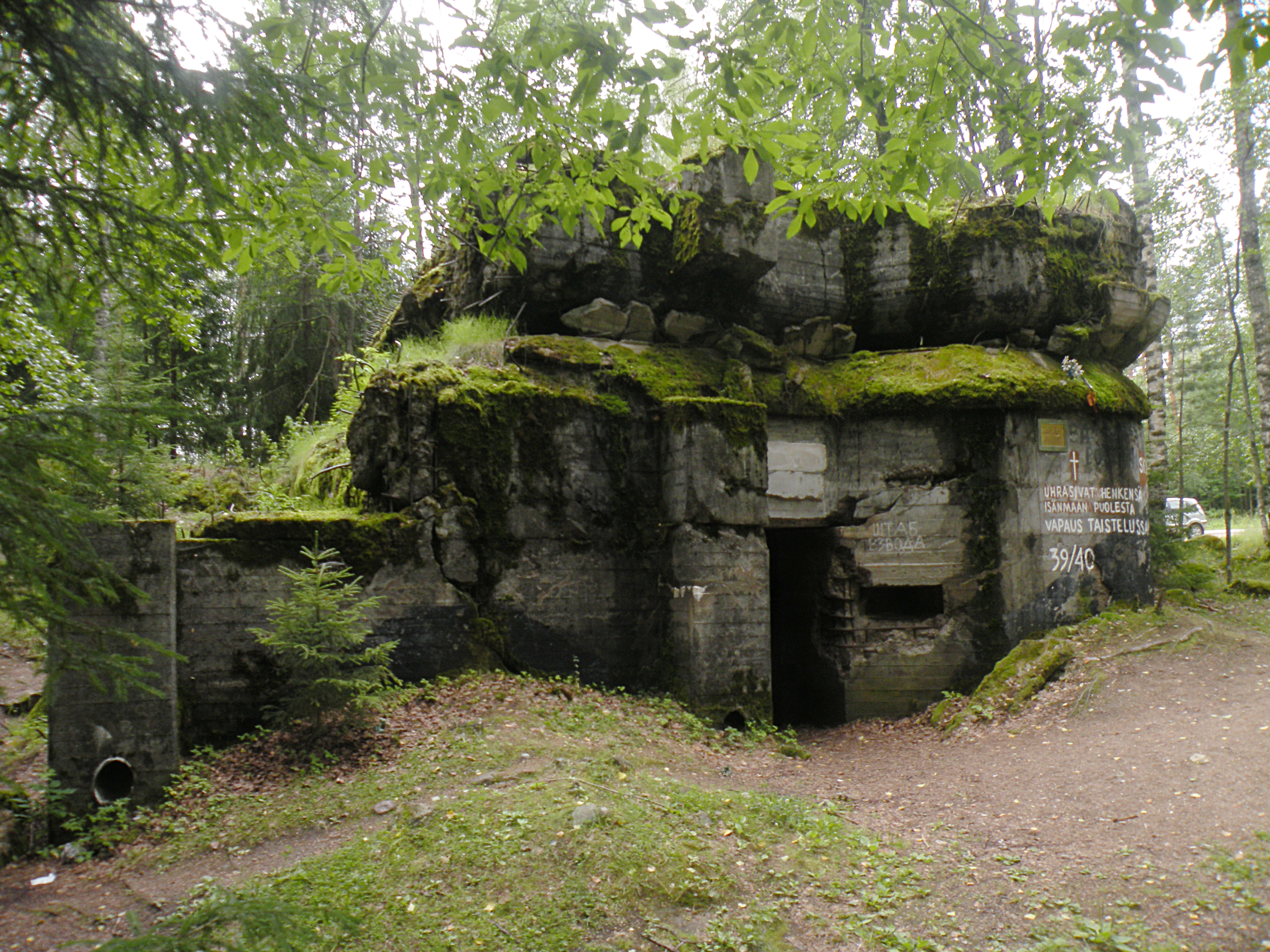
「曼納海姆防線」上的Sk 16地堡，又有著「百萬要塞」的稱呼。

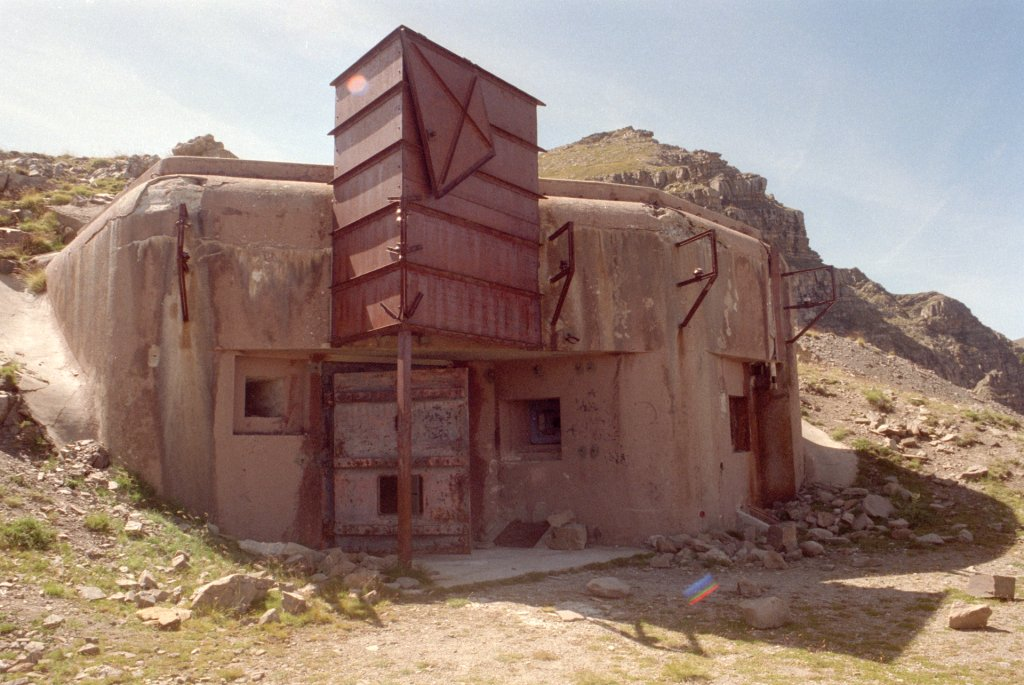
作為比較，此為「馬奇諾防線」的其中一處強化據點。

冬季戰爭初期，蘇聯報刊廣泛宣傳「愛好和平」、強大的紅軍與「腐敗的」芬軍兩方相比較的論調（如發表於戰爭爆發後兩天的12月2日《列寧格勒真理報》），然而在戰事不利後，蘇聯官方即轉為鼓吹、誇張化「曼納海姆防線」的堅強防禦能力、芬蘭地型的困難和極為惡劣的氣候。1940年3月29日，在莫洛托夫發表演講中，他將「曼納海姆防線」比喻和「馬奇諾防線」或「齊格菲防線」同等強固，甚至有過之而無不及，擔任攻芬主將的梅列茨科夫則在回憶錄中如此描述「曼納海姆防線」的「完善」程度：
「曼納海姆防線」的縱深為80至90公里，其工事結構方面；有350座為鋼筋混凝土結構，其鋼筋混凝土板可承受俄軍203公釐砲彈之直接命中。另有2,400座工事為土木結構，而且都經過周密之偽裝。平均每道鐵絲網障礙物都有30道，鹿砦達12列，無論哪個居民點都是一座工事樞紐部，設有無線電和電話通信，還有醫院、廚房、彈藥庫和燃料庫。特別的是芬軍在1938年至1939年在「曼納海姆防線」的構築工事上具有1至2個火砲射擊孔和3至4個機槍射擊孔之永備火力點。它們由住在地下室的1個排至1個聯的守備隊使用。在地面上只露出具有環形視界的火砲和機槍射孔之工事。在地下室則有作戰室、庫房、廚房、走廊、士兵大通舖、軍官宿舍、機器房、砲塔入口和備用出口等。
俄羅斯歷史學家阿列克欽·瓦列耶夫維奇·伊薩耶夫稱「曼納海姆防線」遠不及歐陸上那些工事，甚至還比「莫洛托夫防線」（史達林於1939年起佔領波羅地海國家、波蘭東部、羅馬尼亞後新設的防禦工事）來的脆弱，而曾為蘇聯國家領導人的阿納斯塔斯·伊萬諾維奇·米高揚在著作中稱「史達林這個聰明而有能的人為給對芬戰爭失敗找理由，於是捏造了一幅我們「突然」發現設施完備的「曼納海姆防線」、以至於無法快速贏得戰爭勝利的畫面……」。芬蘭歷史學家則表示「曼納海姆防線」實際上大部分只是由常規的壕溝和佈滿木樁的地下掩體所組成的。雖然沿著地峽建造了221處強化據點，大部分都是建於1920年代初期，另外又有許多在1930年代後期擴建。儘管芬軍確實有做了防禦戰的準備工作，但實際上大部分的強化地區不過是每公里僅有一處鋼筋混凝土碉堡的程度而已，和歐陸上與類似防線相比是虛弱的多。曼納海姆本人則在回憶錄如此敘述道：
俄羅斯在戰爭期間，散播了關於「曼納海姆線」的謠言，認為我們在卡累利阿地峽的防線是非常堅強、是裝設了許多最新技術的防禦工事，可以與「馬奇諾」和「齊格菲」防線這些從來沒有軍隊突破的工事相比較，因此俄軍的突破是「一道壯舉，在戰爭史上沒有可與其相提並論」……這完全是鬼扯，實際狀況根本完全不同……防線當然是有，但那也只是由少量的機槍巢、在我的建議下所新設的幾處掩體和幾條壕溝構成的。沒錯，它確實有提供防護作用，但缺乏縱深，這被人民稱作為「曼納海姆線」的工事，它的實力是防線上擁有著毅力與勇氣的我軍士兵，而不是要塞工事造成的。

#### 他國對蘇軍的評價與軍事改革
人口1億8000萬的蘇聯對300多萬的芬蘭進行大規模入侵，花了超過三個月的時間，還承受了遠較後者高的傷亡，令許多的外國軍事觀察家作出了對蘇聯紅軍的重新評價。一位在斯德哥爾摩的美國記者寫道：「蘇聯紅軍在芬蘭之戰中透漏出比過去20年更多的秘密……紅軍的軍事學說僅適用於開闊而平坦的地形上。」另一位美國記者則欽佩蘇軍可從經驗中學習、改進錯誤，並發動為期三週的強大攻勢，但儘管如此，該人也認為蘇軍指揮部隊的資質遜於法軍和德軍。
德國媒體在對蘇芬之戰評價上比較謹慎，但國防軍陸軍總參謀部卻早在戰爭進行期間的1939年12月31日的一份文件中對蘇軍做出以下的低評價：「以數量而言，是一隻龐大的軍事力量……編制、裝備與領導統御不合格；領導統御原則良好，但領導統御階層本身太過年輕而缺乏經驗。通信系統差勁、運輸工具不佳、部隊良莠不齊、欠缺個性素養、一般官兵單純、本質良好刻苦、對微薄待遇感到滿足。部隊在慘烈戰鬥中的作戰素質殊有疑問。蘇俄『在數量上遠佔優勢的地面部隊』，實在不堪與擁有現代化裝備與卓越領導統御的勁旅相匹敵。」一般認為，蘇聯本次軍事行動的失利令德方相當輕視其軍事力量，也助長了日後德國「元首」阿道夫·希特勒發動「巴巴羅薩作戰」進攻蘇聯的信心。
1940年4月，蘇軍召開最高軍事會議來檢討對芬戰爭所獲得的經驗與教訓，並隨之開始了改革。前線政治委員的權力被削減、重新提倡軍隊紀律、制服、武器（如火焰發射器）和裝備都為冬季作戰而加以改進或引入、大規模培訓滑雪部隊，這些為1941年蘇軍於莫斯科會戰中擊退德軍起到重要作用。俄國革命後才從軍的新一代年輕軍官也逐漸取代年邁的將領來指揮戰場，大多數因「大清洗」迫害而被投送監獄和西伯利亞勞改營的軍官也被釋放、逐漸返回軍中，其中一位著名軍人為康斯坦丁·康斯坦丁諾維奇·羅科索夫斯基上校，該人後於1940年晉升為將軍，在隨後的蘇德戰爭期間嶄露頭角，被授予「蘇聯元帥」軍銜。
前美國駐蘇聯大使查爾斯·尤斯蒂斯·波倫在著作中寫道：「多年之後我才意識到蘇聯對芬蘭的戰爭，儘管從道德上來看不太乾淨，但它很可能從而拯救蘇聯免於被德國打敗的結局，使蘇軍最高統帥部和史達林本人意識到紅軍擁有的巨大弱點……多虧有了冬季戰爭，（蘇軍）才得以採取嚴厲的手段去彌補其不足，以更好的狀態去面對1941年德軍的進攻……沒受到芬蘭這次嚴苛的教訓，蘇聯不可能作得出這般的改革。別的不說，假若蘇軍未進行改革，蘇聯便會被希特勒徹底粉碎。」

## 註解
1. ↑  1939年11月30日時蘇聯兵力計有450,000人[6]，1940年1月1日時則增至550,757人，至同年3月初則為760,578人[7]，總計投入兵力為998,100人[8]。戰爭前一個月，列寧格勒軍區僅有20個師，而到戰爭結束前兩週，蘇軍已在該軍區投入了58個師[9]。
2. ↑  或又名為「1939年－1940年蘇芬戰爭」或「1939年－1940年蘇聯—芬蘭戰爭」，這兩種稱呼常被用於俄國史料中，如：
  - （俄文）В.Н. Барышников, Э. Саломаа. . Военная Литература. 2005  [2013-06-26]. （原始内容存档于2008-11-06）.
  - （俄文）Эрик Ковалев. . Военная Литература. 2006  [2013-06-26]. （原始内容存档于2009-05-15）.
  - （俄文）М. Коломиец. . 2001  [2013-06-26]. （原始内容存档于2012-07-20）.
  - （俄文）Александр Широкорад. . Военная Литература. 2001  [2009-11-03]. （原始内容存档于2009-02-02）.
3. ↑  雖然瑞典對於芬蘭的國防發展頗具助益，對於兩國邊界的奧蘭群島防務更是相當注重[47]，但該國謹慎地避免對芬蘭做出任何外交承諾，以使自己捲入歐洲新的戰事中，特別是擔憂觸怒了簽署《德蘇互不侵犯條約》後屬蘇聯盟友的納粹德國[48]。
4. ↑  很長一段時間裡，蘇聯史學界將迈尼拉事件描述為芬蘭方面的挑釁，一直到1980年代「開放政策」時期才有懷疑蘇聯官方說法的資料被整理出來。然而，甚至到蘇聯解體後，俄羅斯史學界仍舊在迈尼拉事件上有所爭論[83][84]。
5. ↑  取自對「莫洛托夫麵包籃」的嘲諷，後來這款武器被芬蘭的國家酒品管制局（英语：ALKO）大量生產[161]。

## 註腳
1. 1 2  Palokangas（1999年），第299-300页
2. ↑  Juutilainen & Koskimaa（2005年），第83页
3. ↑  Palokangas（1999年），第318页
4. ↑  Venviläinen（2002年），第52页
5. 1 2  Enciclopedia dell'Aviazione（1978年），第210-212页
6. 1 2 3 4 5  梅本弘（2004年），第18页
7. ↑  Krivosheyev（1997年），第63页
8. ↑  Kilin（1999年），第383页
9. ↑  Manninen（1994年），第43页
10. 1 2  Kantakoski（1998年），第260页
11. 1 2  Stenman & Keskinen（2012年），第7-8页
12. 1 2 3 4  Kurenmaa & Lentilä（2005年），第1152页
13. ↑  Lentilä & Juutilainen（1999年），第821页
14. 1 2  Malmi（1999年），第792页
15. 1 2 3  Tillotson（1993年），第160页
16. 1 2 3  Krivosheyev（1997年），第77-78页
17. ↑  Manninen（1999b年），第815页
18. 1 2 3  Kilin（1999年），第381页
19. 1 2  Kantakoski（1998年），第286页
20. 1 2 3  Manninen（1999b年），第810-811页
21. ↑  Glanz（1998年），第58页
22. 1 2  Ries（1988年），第56页
23. ↑  Ries（1988年），第79-80页
24. 1 2 3  Edwards（2006年），第18页
25. ↑  Edwards（2006年），第272-273页
26. ↑  Dyke（1997年），第44页
27. ↑  Trotter（2002年），第239页
28. ↑  Venviläinen（2002年），第1-2页
29. ↑  Lunde（2011年），第1-2页
30. 1 2  Trotter（2002年），第4-6页
31. 1 2  梅本弘（2004年），第13页
32. ↑  Mann & Jörgensen（2012年），第20页
33. ↑  Jowett，Snodgrass & Ruggeri（2006年），第3页
34. ↑  Hannikainen，Hanski & Rosas（1992年），第18-26页
35. 1 2  Irincheev（2012年），第1、2页
36. ↑  Venviläinen（2002年），第6页
37. ↑  Mann & Jörgensen（2012年），第21-22页
38. ↑  Venviläinen（2002年），第9-10页
39. ↑  Edwards（2006年），第32-33页
40. ↑  梅本弘（2004年），第14页
41. ↑  Venviläinen（2002年），第14页
42. ↑  Turtola（1999a年），第30-33页
43. ↑  Turtola（2013年），第7-8页
44. ↑  Trotter (2002)[錨點失效], pp. 235–236
45. 1 2 3  Dyke（1997年），第1页
46. ↑  Turtola（1999a年），第21-24页
47. ↑  Turtola（1999a年），第34-35页
48. 1 2  Condon（2004年），第18页
49. 1 2  Keyes（1985年），第30页
50. 1 2  Lundin（1957年），第46页
51. ↑  Tanner（1957年），第3页
52. 1 2  Trotter（2013年），第12-13页
53. ↑  Tanner（1957年），第8-9页
54. 1 2 3 4  梅本弘（2004年），第15页
55. ↑  Lunde（2011年），第21页
56. ↑  Meretskov（1971年），第105页
57. 1 2  Kinnunen & Kivimäki（2012年），第57页
58. ↑  Engle & Paananen（1985年），第6页
59. ↑  Ries（1988年），第55-56页
60. ↑  Manninen（1999a年），第141-148页
61. 1 2 3  梅本弘（2004年），第16页
62. 1 2 3  Condon（2004年），第15-17页
63. ↑  Condon（2004年），第15-16页
64. 1 2 3 4  Turtola（1999a年），第38-41页
65. ↑  Tanner（1957年），第28页
66. ↑  Keravuori（1985年），第I-8、I-10页
67. 1 2 3 4 5 6 7 8  Condon（2004年），第17页
68. 1 2  黃建欣（2008年），第79页
69. 1 2  Trotter（2002年），第14-16页
70. 1 2  黃建欣（2008年），第76-77页
71. ↑  Tanner（1957年），第29-30页
72. 1 2 3  梅本弘（2004年），第17页
73. ↑  Keravuori（1985年），第I-8、I-9、I-10页
74. ↑  Condon（2004年），第18-19页
75. ↑  Keravuori（1985年），第I-10页
76. ↑  Tanner（1957年），第48-54页
77. ↑  赫魯雪夫（1998年），第138页
78. ↑  Tanner（1957年），第85-86页
79. ↑  Dyke（1997年），第24页
80. ↑  Edwards（2006年），第105页
81. ↑  Turtola（1999a年），第44-45页
82. ↑  Ries（1988年），第77-78页
83. ↑  Kilin（2007a年），第99-100页
84. ↑  Aptekar
85. ↑  Dyke（1997年），第25页
86. ↑  Dyke（1997年），第25-26页
87. 1 2 3  Dyke（1997年），第26页
88. ↑  梅本弘（2004年），第10页
89. 1 2 3 4 5 6  Dyke（1997年），第39页
90. 1 2 3  梅本弘（2004年），第20页
91. ↑  梅本弘（2004年），第9页
92. 1 2  Kilin & Raunio（2007年），第13页
93. ↑  Jowett，Snodgrass & Ruggeri（2006年），第6页
94. ↑  Dyke（1997年），第27页
95. 1 2 3 4  黃建欣（2008年），第91页
96. ↑  Trotter（2002年），第58页
97. 1 2  梅本弘（2004年），第21页
98. 1 2  Trotter（2002年），第61页
99. ↑  Condon（2004年），第57页
100. ↑  Soikkanen（1999年），第235页
101. ↑  梅本弘（2004年），第11-12页
102. 1 2  Trotter（2002年），第48-51页
103. ↑  Condon（2004年），第35页
104. ↑  Venviläinen（2002年），第47页
105. 1 2  梅本弘（2004年），第28页
106. ↑  蒂佩爾斯基（1986年），第59页
107. ↑  Mann & Jörgensen（2012年），第31-32页
108. ↑  梅本弘（2004年），第19页
109. ↑  Ziemke（2004年），第232页
110. 1 2  Bozek（1992/1993年），第27页
111. 1 2 3 4 5  Dyke（1997年），第8页
112. 1 2  Trotter（2002年），第34页
113. ↑  Bullock（1998年），第699页
114. ↑  梅本弘（2004年），第24页
115. ↑  Erickson（1984年），第542-543页
116. ↑  Trotter（2002年），第35-36页
117. ↑  Edwards（2006年），第93页
118. ↑  齋木伸生（2009年），第63页
119. ↑  Bozek（1992/1993年），第30页
120. ↑  Ziemke（2004年），第233页
121. 1 2  黃建欣（2008年），第83页
122. 1 2 3  Dyke（1997年），第35页
123. ↑  齋木伸生（2009年），第39页
124. 1 2 3  Dyke（1997年），第38页
125. ↑  Trotter（2002年），第47页
126. 1 2 3 4  齋木伸生（2009年），第43页
127. ↑  Sotatieteen laitos（1991年），第491页
128. 1 2  Condon（2004年），第34页
129. ↑  Pohjois-Suomen Ryhmä（1991年），第123页
130. ↑  齋木伸生（2009年），第44页
131. ↑  Rice（1986年），第633页
132. ↑  Kipp（1989年），第11页
133. ↑  Bozek（1992/1993年），第5页
134. ↑  Donnelly（1988年），第72页
135. ↑  Schneider（1988年），第291页
136. 1 2  Whiting（1959年），第26页
137. ↑  Whiting（1959年），第23页
138. ↑  Bozek（1992/1993年），第12页
139. ↑  Garder（1966年），第54页
140. ↑  Conquest（2007年），第450页
141. ↑  Edwards（2006年），第189页
142. ↑  Glantz（1991年），第25页
143. ↑  Erickson（1984年），第537页
144. ↑  Erickson（1984年），第536-537页
145. ↑  Coox（1985年），第994-995页
146. ↑  Volkogonov（1992年），第369-370页
147. ↑  Bialer（1969年），第596页
148. ↑  Coox（1985年），第997页
149. ↑  Ness & Zaloga（1998年），第35页
150. ↑  Juutilainen & Koskimaa（2005年），第17-18页
151. ↑  齋木伸生（2009年），第49页
152. 1 2  齋木伸生（2009年），第62-63页
153. ↑  齋木伸生（2009年），第25页
154. ↑  黃建欣（2008年），第80页
155. 1 2 3  Jowett，Snodgrass & Ruggeri（2006年），第17-18页
156. ↑  Jowett，Snodgrass & Ruggeri（2006年），第83页
157. ↑  Keravuori（1985年），第III-1页
158. ↑  Jowett，Snodgrass & Ruggeri（2006年），第45页
159. ↑  Jowett，Snodgrass & Ruggeri（2006年），第48页
160. ↑  齋木伸生（2009年），第184页
161. ↑  War History Online
162. ↑  齋木伸生（2009年），第172页
163. ↑  Jaeger Platoon Website，RENAULT FT 17 TANKS
164. ↑  Jaeger Platoon Website，VICKERS 6 TON AND T-26E TANKS
165. ↑  齋木伸生（2009年），第206、208-219页
166. ↑  Jowett，Snodgrass & Ruggeri（2006年），第44-45页
167. 1 2 3  Jowett，Snodgrass & Ruggeri（2006年），第43页
168. ↑  Condon（2004年），第75页
169. ↑  Bozek（1992/1993年），第30-33页
170. ↑  Condon（2004年），第41页
171. ↑  黃建欣（2008年），第84页
172. ↑  Trotter（2002年），第69页
173. ↑  Condon（2004年），第49页
174. 1 2  Condon（2004年），第53页
175. ↑  Trotter（2002年），第72-73页
176. 1 2  Condon（2004年），第76页
177. ↑  Trotter（2002年），第76-78页
178. ↑  Laaksonen（1999年），第407页
179. ↑  Laaksonen（1999年），第411-412页
180. ↑  梅本弘（2004年），第74页
181. ↑  Condon（2004年），第84-85页
182. ↑  Trotter（2002年），第87-89页
183. 1 2  Trotter（2002年），第171-174页
184. ↑  Leskinen & Juutilainen（1999年），第164页
185. 1 2  Condon（2004年），第111页
186. ↑  Trotter（2002年），第178-180页
187. ↑  Vuorenmaa & Juutilainen（1999年），第545-549页
188. ↑  Trotter（2002年），第53-54页
189. ↑  梅本弘（2004年），第25页
190. ↑  Condon（2004年），第113页
191. ↑  Trotter（2002年），第51-55页
192. ↑  Juutilainen（1999a年），第504-505页
193. ↑  Condon（2004年），第60页
194. ↑  Juutilainen（1999a年），第506页
195. ↑  Juutilainen（1999a年），第520页
196. ↑  Trotter（2002年），第110页
197. ↑  Condon（2004年），第68页
198. ↑  Juutilainen（1999a年），第510-511页
199. ↑  Juutilainen（1999a年），第514页
200. ↑  Condon（204年），第74页
201. 1 2  黃建欣（2008年），第85页
202. ↑  Vuorenmaa & Juutilainen（1999年），第550页
203. ↑  Kulju（2007年），第229页
204. ↑  Kantakoski（1998年），第283页
205. ↑  Kulju（2007年），第217-218页
206. ↑  齋木伸生（2004年），第47页
207. ↑  梅本弘（2004年），第30页
208. ↑  Paulaharju（1999年），第292页
209. ↑  梅本弘（2004年），第110页
210. 1 2  Trotter（2002年），第145-146页
211. 1 2  Paulaharju（1999年），第297-298页
212. 1 2  梅本弘（2004年），第35页
213. ↑  Condon（2004年），第110页
214. 1 2  梅本弘（2004年），第38页
215. ↑  Bull（2013年），第9页
216. ↑  Bull（2013年），第12页
217. ↑  Trotter（2002年），第131-132页
218. ↑  Jowett，Snodgrass & Ruggeri（2006年），第44页
219. ↑  Bull（2013年），第10页
220. ↑  Trotter（2002年），第148-149页
221. ↑  梅本弘（2004年），第125页
222. ↑  梅本弘（2004年），第122页
223. ↑  梅本弘（2004年），第124页
224. ↑  Trotter（2002年），第234-235页
225. ↑  梅本弘（2004年），第123页
226. ↑  Dyke（1997年），第103页
227. ↑  Erickson（1984年），第543-547页
228. ↑  Edwards（2006年），第125页
229. ↑  Manninen（2008年），第14页
230. ↑  Erickson（1984年），第547页
231. 1 2 3  Dyke（1997年），第104页
232. ↑  梅本弘（2004年），第162页
233. 1 2  Dyke（1997年），第105页
234. 1 2  梅本弘（2004年），第163页
235. ↑  Laaksonen（1999年），第424-425页
236. 1 2 3  Trotter（2002年），第214-215页
237. ↑  Laaksonen（1999年），第426-427页
238. ↑  Laaksonen（1999年），第430页
239. ↑  Trotter（2002年），第218页
240. ↑  Geust & Uitto（2006年），第77页
241. ↑  Trotter（2002年），第233页
242. ↑  Laaksonen（1999年），第452页
243. ↑  Trotter（2002年），第246-247页
244. ↑  Edwards（2006年），第261页
245. ↑  Trotter（2002年），第247-248页
246. ↑  Trotter（2002年），第249-251页
247. ↑  Trotter（2002年），第254页
248. ↑  Trotter（2002年），第187页
249. 1 2  Trotter（2002年），第193页
250. ↑  Helminen & Lukander（2004年），第22页
251. ↑  Trotter（2002年），第187-188页
252. ↑  Tillotson（1993年），第157页
253. ↑  Peltonen（1999年），第606-649页
254. ↑  Trotter（2002年），第187-193页
255. 1 2  Elfvegren（1999年），第677-693页
256. ↑  Elfvegren（1999年），第681页
257. ↑  Elfvegren（1999年），第678页
258. ↑  Elfvegren（1999年），第692页
259. ↑  Leskinen（1999年），第130页
260. ↑  Tillotson（1993年），第152-153页
261. 1 2  Trotter（2002年），第235-236页
262. 1 2  Edwards（2006年），第145页
263. 1 2  Edwards（2006年），第146页
264. ↑  Edwards（2006年），第141页
265. 1 2  Trotter（2002年），第237页
266. ↑  Trotter（2002年），第237-238页
267. ↑  Trotter（2002年），第238-239页
268. ↑  Edwards（2006年），第13-14页
269. 1 2  黃建欣（2008年），第103页
270. 1 2 3 4 5 6  Jowett，Snodgrass & Ruggeri（2006年），第21-22页
271. ↑  Juutilainen（1999b年），第776页
272. ↑  Condon（2004年），第38-39页
273. 1 2  梅本弘（2004年），第268页
274. ↑  Adorno（2010年），第339页
275. ↑  Juutilainen（1999年），第825页
276. ↑  Mannerheim（1954年），第370页
277. ↑  Hastings（2012年），第62页
278. ↑  梅本弘（2004年），第267页
279. ↑  Roberts（2006年），第52页
280. ↑  赫魯曉夫（1998年），第142页
281. ↑  Scott（1942年），第114页
282. ↑  Kilin（2007b年），第91页
283. ↑  Adorno（2010年），第341页
284. 1 2  Jowett，Snodgrass & Ruggeri（2006年），第10页
285. ↑  齋木伸生（2009年），第83页
286. ↑  Condon（2004年），第164页
287. ↑  齋木伸生（2009年），第93、95页
288. 1 2  齋木伸生（2009年），第92页
289. ↑  齋木伸生（2009年），第95-96页
290. ↑  齋木伸生（2009年），第94页
291. ↑  齋木伸生（2009年），第97页
292. 1 2  齋木伸生（2009年），第97-98页
293. ↑  Zetterberg（1987年），第712-718页
294. 1 2  齋木伸生（2009年），第99-100页
295. 1 2  Vihavainen（1999年），第893-896页
296. ↑  Vihavainen（2001年12月）
297. ↑  Ržeševskij（2002年），序言
298. ↑  Kilin（2007年），Lsr，第40页
299. ↑  Kilin（2007年），Lsr，第40-43页
300. ↑  Kilin（2007年），Lsr，第43-44页
301. ↑  Kilin（2007年），Lsr，第48-49页
302. ↑  Kilin（2007年），Rhjl，第83-84页
303. ↑  Kilin（2007年），Rhjl，第85-86页
304. ↑  Kilin（2007年），Rhjl，第87-88页
305. ↑  Virtual Finland
306. ↑  The Associated Press（2013年3月14日）
307. ↑  Terijoki.spb
308. ↑  Heninen
309. ↑  梅列茨科夫（1996年），第173页
310. ↑  Исаев（2004年）
311. ↑  Микоян（1999年）
312. ↑  Trotter（2002年），第62-63页
313. ↑  Vuorenmaa & Juutilainen（1999年），第494-495页
314. ↑  Маннергейм（1999年），第319-320页
315. 1 2 3  黃建欣（2008年），第101页
316. 1 2  Dyke（1997年），第191页
317. ↑  梅本弘（2004年），第268-269页
318. ↑  Ržeševskij（2002年），第xx-xxii页
319. ↑  Roberts（2006年），第53页
320. ↑  Bohlen（1973年），第94页